# Parc naturel de Südheide

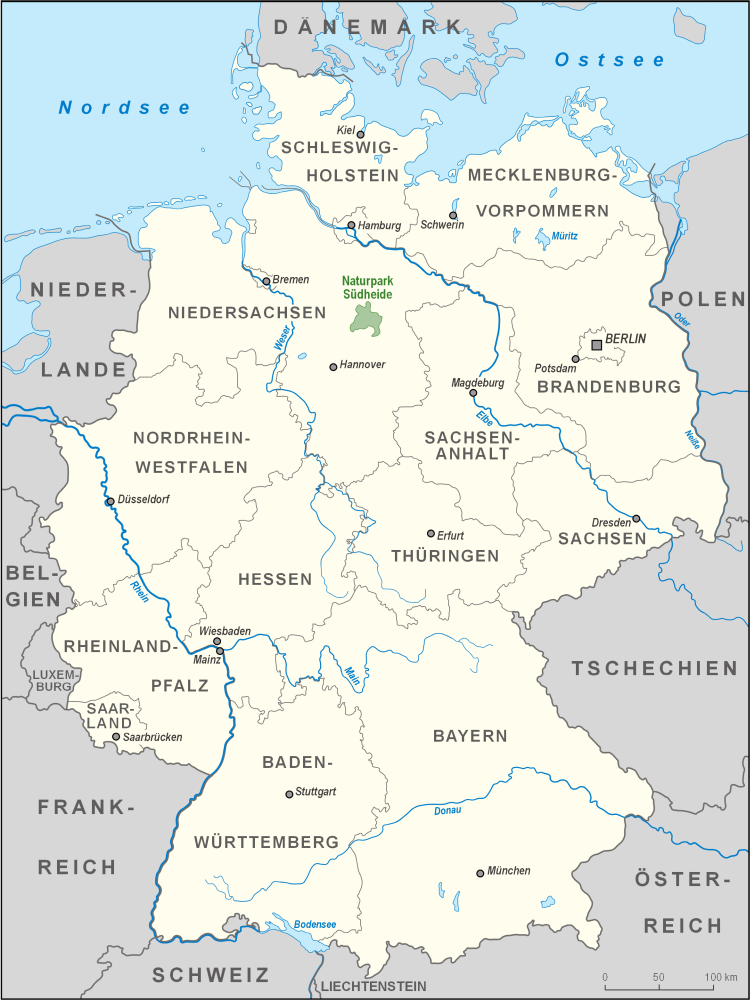
Localisation du parc naturel de Südheide

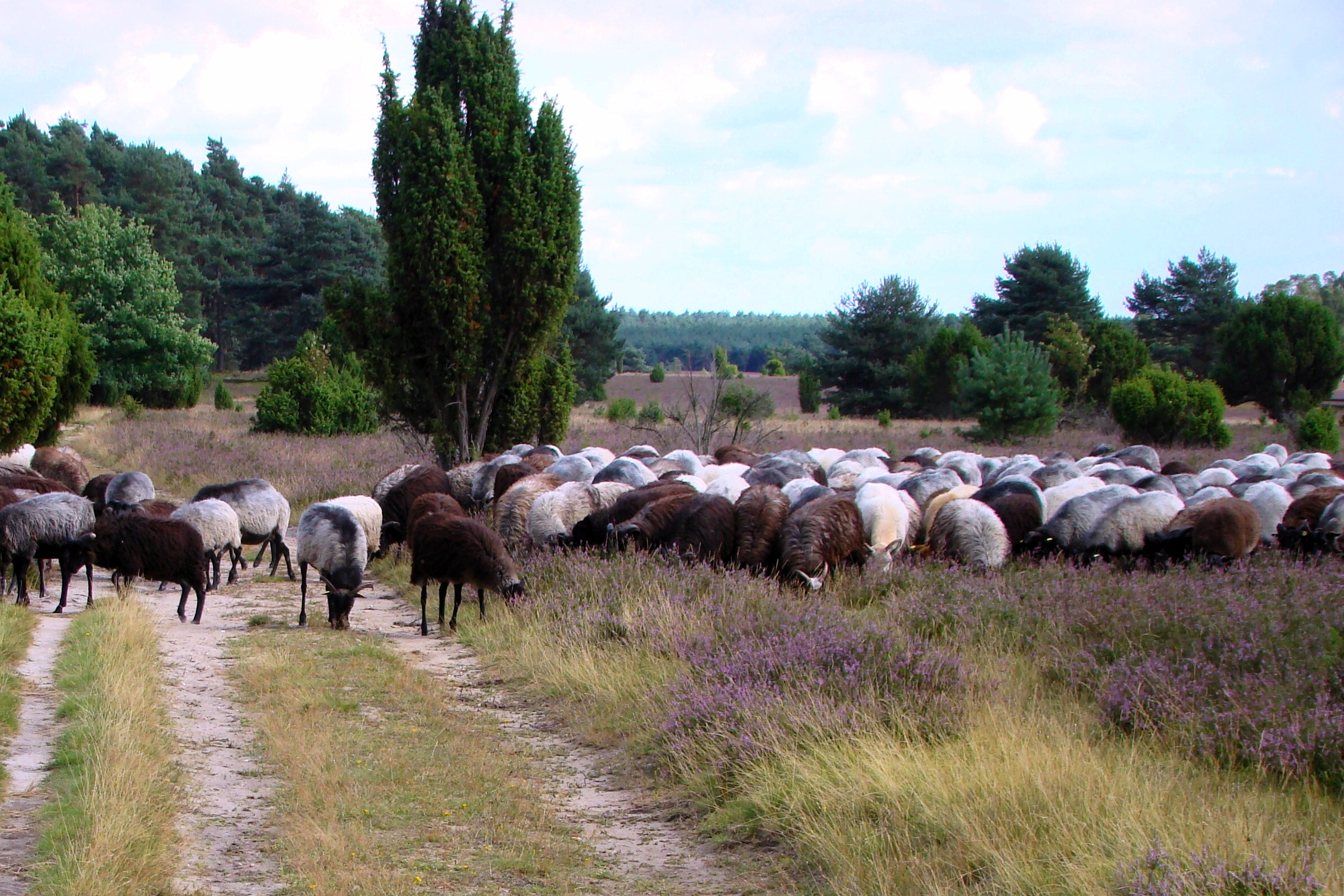
Jaglus de la prairie de Misselhorn.

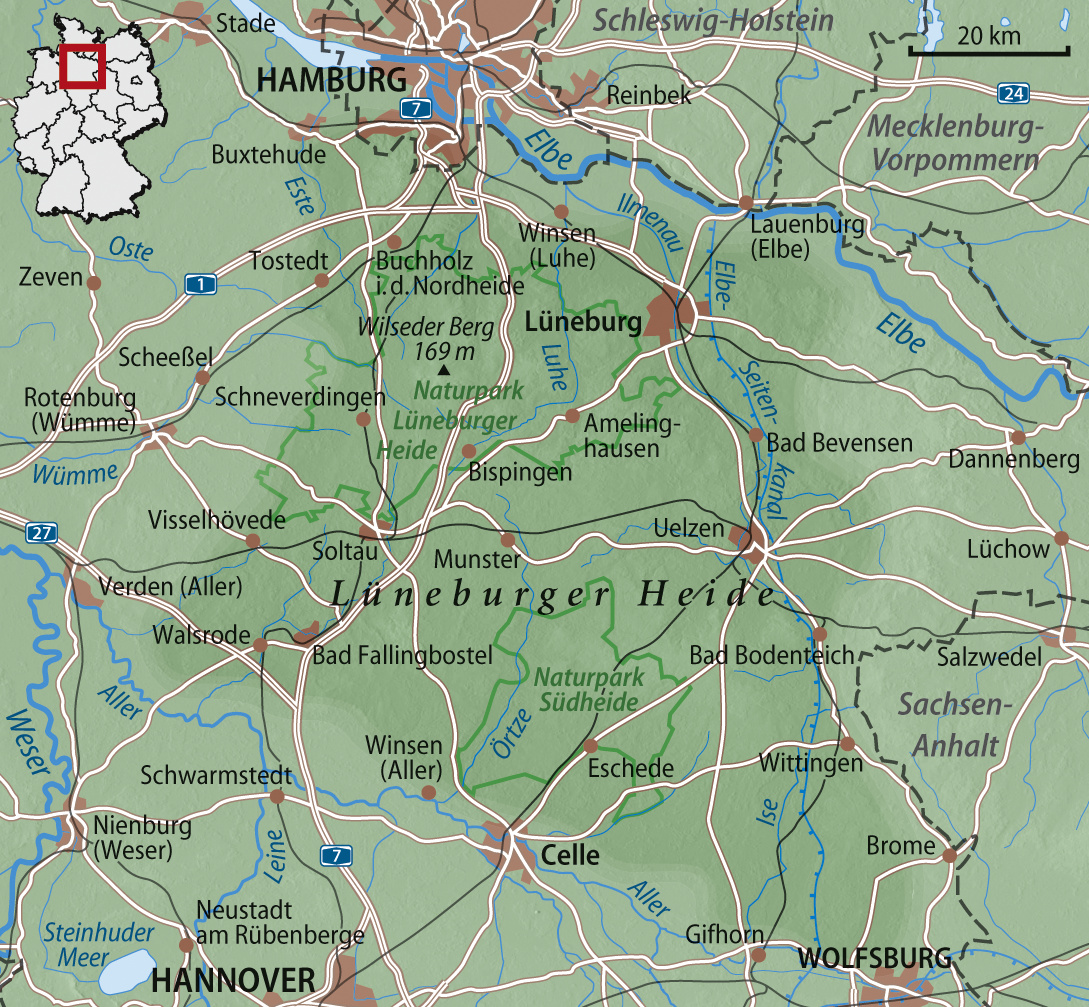
Localisation du parc naturel au sein de la lande de Lunebourg

Le parc naturel de Südheide a été aménagé en 1964 à l'est et l'ouest du faubourg de Südheide, en Basse-Saxe. Il se caractérise par des forêts et prairies très étendues. 5 % de sa superficie est classée Aire protégée et 90 % en ZNIEFF.

## Géographie
Le parc naturel de Südheide s'étend au sud de la lande de Lunebourg sur une superficie d'environ 480 km2, au nord-est de l'arrondissement de Celle, et touche aux franges nord de la ville même de Celle. Il s'étire entre les villes de Bergen, à l'ouest, Faßberg au nord, et Weyhausen et Steinhorst à l'est. Il regroupe les prairies naturelles des communes d’Eschede, Hermannsburg, Müden, Unterlüß, Eldingen et aux confins du parc, Winsen (Aller).
Le parc naturel occupe à peu près le sixième de l'espace naturel de Südheide. À 18 km au nord-ouest, on touche au Parc naturel de la lande de Lunebourg et au nord-ouest des hautes prairies d'Allemagne du Nord, dont la ZNIEFF de la lande de Lunebourg occupe la partie centrale. À 26 km à l'est s'étend le Parc naturel des coteaux de l'Elbe et du Wendland, qui recouvre les prairies orientales.

## Création et historique

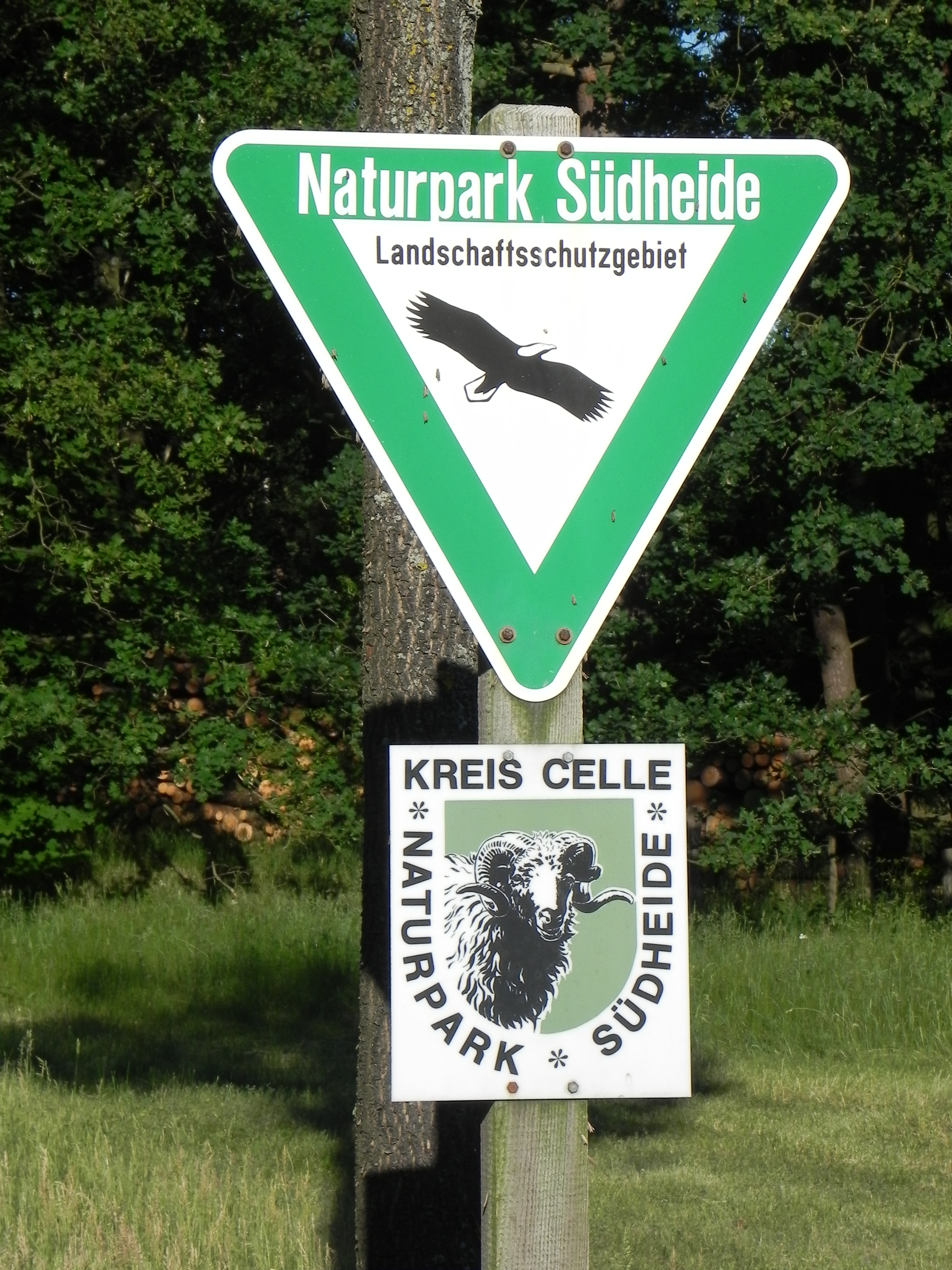
Panneau marquant l'entrée du parc naturel de Südheide.

L’aspect du parc naturel est empreint par les glaciations. Les dépôts de sables glaciaires et de galets dessinent un paysage doucement vallonné, où alternent bancs de sable, moraines et dépôts morainiques.
Au XVIIIe et au XIXe siècle, à l'emplacement du parc actuel, on a planté des conifères sur les bancs de sable stériles du Geest. Seuls les sols argileux étaient alors exploités par l'agriculture. Cela explique la faible densité de population du pays, et la rareté des voies de communication. L’introduction des engrais phosphatés au XIXe siècle a permis d'exploiter cette lande jusqu'alors inculte.
De 1863 à 1994, cinq parcelles de terre à diatomées étaient en exploitation à l’emplacement du parc naturel.

## Description
Le parc naturel de Südheide fait partie d'un des plus grands massifs forestiers d'Allemagne, ou dominent les pins et les sapins ; mais il y a encore, sur une partie de l'ancienne forêt royale, comme à Lüßwald au Nord-est du parc naturel, des massifs de hêtres et de chênes.
Une proportion respectable du parc (525 ha) est une lande presque exclusivement couverte de callune (Calluna vulgaris). La bruyère (Erica tetralix) ne s'y développe que de façon sporadique, sur quelques zones humides isolées. Ce sont les vestiges de vastes landes qui jusqu'à la fin du XIXe siècle, s'étendaient de Celle à Lunebourg. Elles ont depuis été classées zones protégées fédérales, ou composantes du dispositif communautaire NATURA 2000 de protection des espaces naturels.
Le gestionnaire de ce parc naturel ouvert en 1964 est l’Arrondissement de Celle dans la moitié orientale de la Basse-Saxe. Le parc est presque entièrement classé en Aire protégée. Avec une superficie de 43,775 ha, Südheide est la plus vaste ZNIEFF de Basse-Saxe.
Plusieurs zones naturelles protégées, certaines d'importance européenne, se trouvent incluses dans le parc naturel de Südheide. La plus vaste est la réserve naturelle de Lutter-Val de Lachte d'une superficie de 2 435,3 ha. Les aures sont celle de Weesener Bach (348 ha), la lande du plateau de Lüsz (293 ha) et la tourbière de Bornrieth (115 ha). Le parc naturel de Südheide est aujourd'hui à 65 % forestier. Les exploitants du Parc s'efforcent d'en préserver la lande, notamment par pacage de troupeaux de troupeaux de jaglus. Lorsque cela s'avère insuffisant, on a recours à des engins de fauchage raisonné.
Plusieurs chemins de randonnées internationaux traversent le pays : le Sentier européen E1, le Chemin des Jaglus et le tronçon allemand de la Via Scandinavica de Compostelle.

Réserve naturelle des landes du plateau de Lüsz
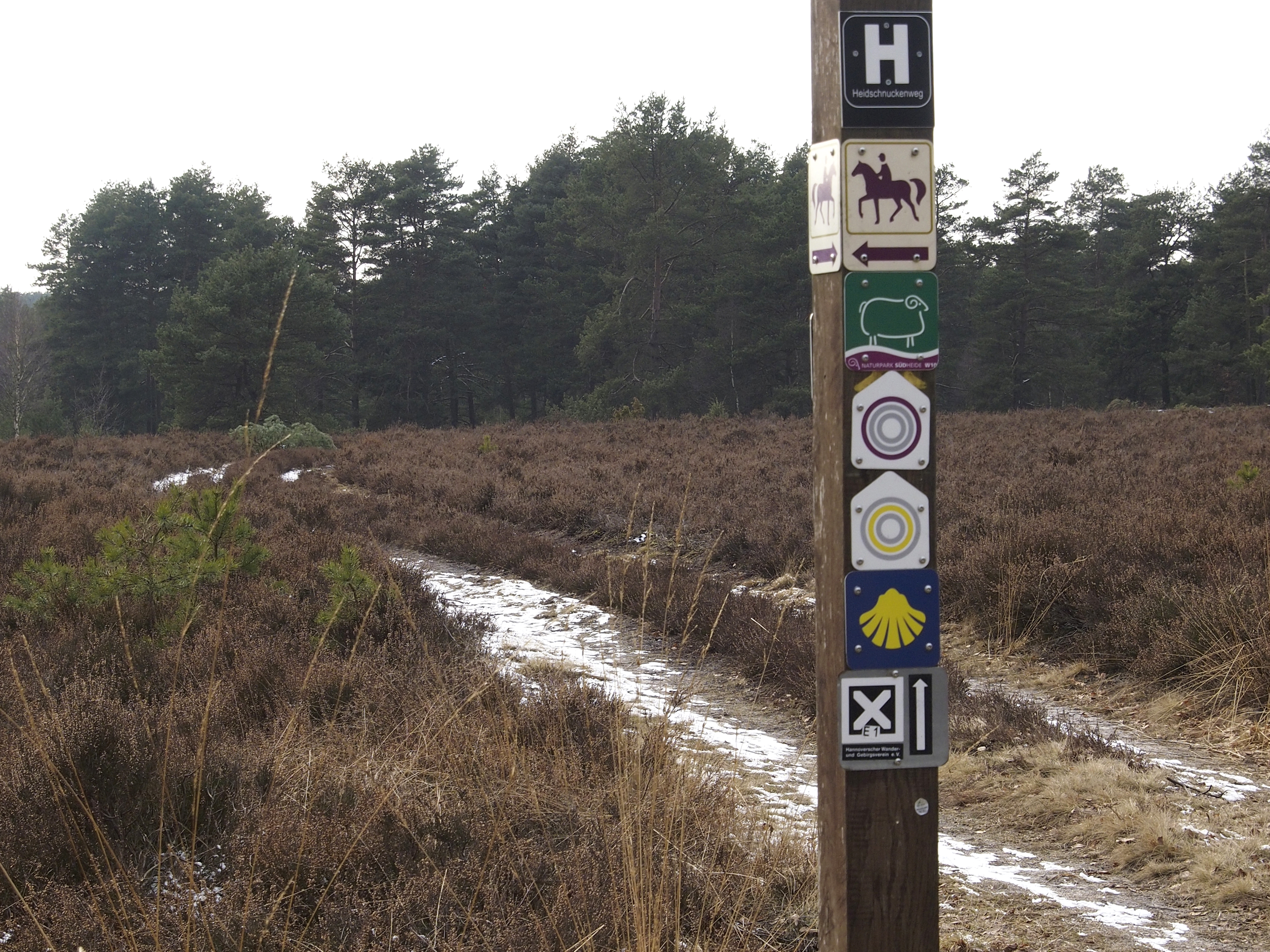
Panneau de randonnée
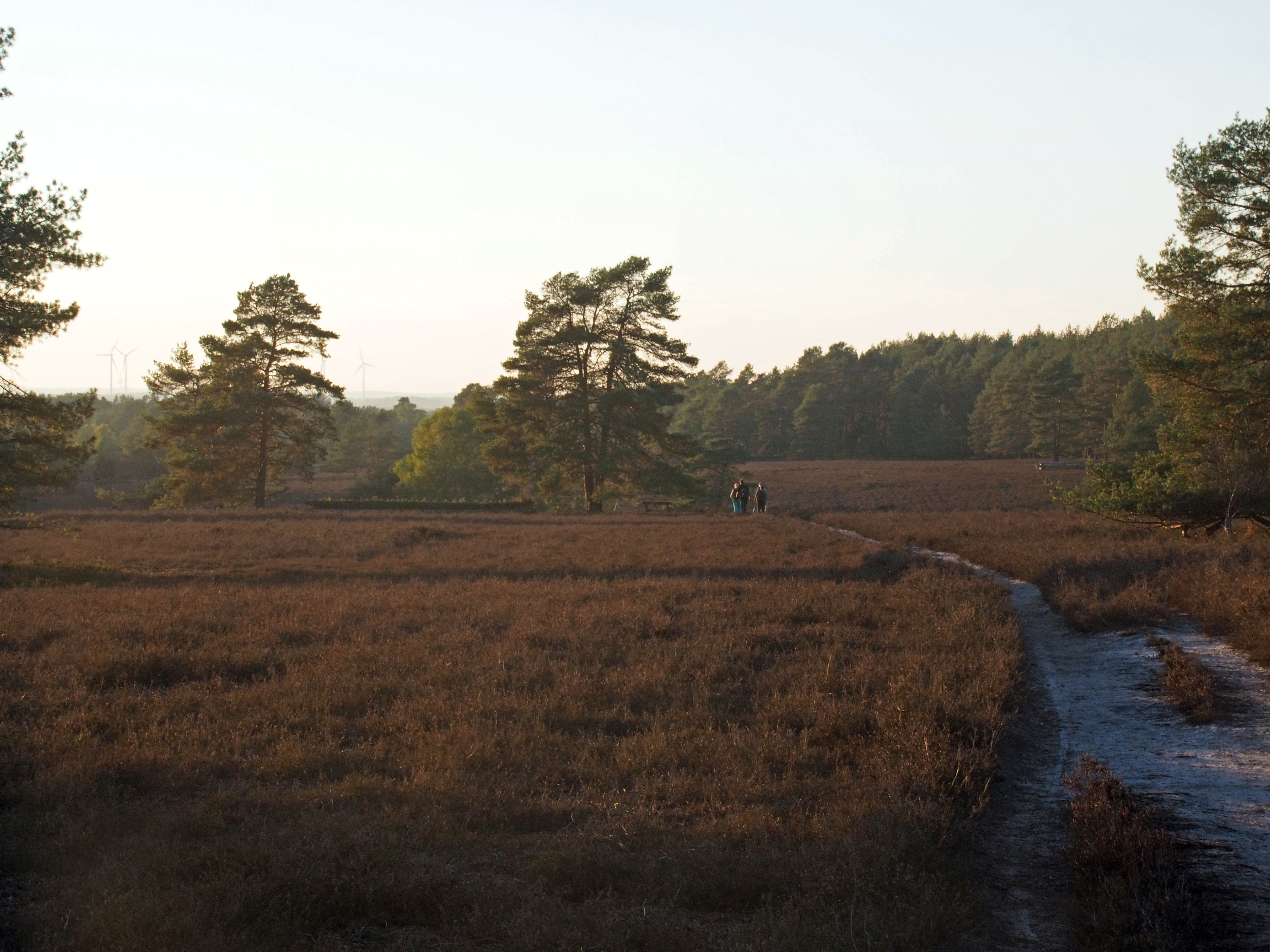
Randonneurs dans la réserve naturelle des landes du plateau de Lüsz.

## Géographie, faune et flore

### Flore
Le parc naturel est irrigué par l'Örtze et la Lachte, qui se jettent plus au sud dans l’Aller. Les ruisseaux qu'ils collectent, parfois classés zone naturelle, forment l'écosystème de nombreuses variétés de plantes et d'animaux comme les loutres, les truites et les moules d'eau douce.
Les sources de ces ruisseaux sont souvent des étangs idylliques. L’Örtze et ses méandres est une rivière appréciée des canotiers ; toutefois, pour des raisons de sauvegarde de la nature, la navigation n'y est autorisée qu'une partie de l'année, et elle est totalement interdite en amont de Müden.
La Lutter, qui récolte les eaux du Schmalwasser, de l’Ahrbeck et de la Lachte, cours d'eau de l'est du parc naturel de Südheide, forment un bassin versant très ramifié de 2 450 ha, classé zone naturelle protégée. Non seulement ses ruisseaux sont l'habitat de poissons et de loutres, mais les roselières et ripisylves, attenantes, les étangs, marais et sources abritent des espèces protégées comme la Cigogne noire, les pygargues, les grues ; des odonates rares, comme la Libellule écarlate, menacée d'extinction, et l'Orthétrum bleuissant y sont autochtones. Plus de 160 espèces menacées vivent dans ces ruisseaux. La plus remarquable est la moule d'eau douce d'Europe du nord-ouest, dans la Lutter, qui exige un habitat très stable et que la Directive habitats de l'Union Européenne vise explicitement.
Le Service Fédéral de Protection de la Nature, le Land de Basse-Saxe, les arrondissements de Celle et de Gifhorn financent cette zone protégée depuis 1989.
L'un des points culminants du parc, offrant un panorama exceptionnel sur toute la lande, est la colline d'Haußelberg  (119,1 m au-dessus du niveau de la mer). Quelques tourbières hautes ont été préservées, en tout premier lieu la tourbière ombrotrophe d'Oldendorf, mais aussi celles de Hetendorf et de Müden/Örtze, où subsistent quelques espèces de plante rares telles la Droséra, la Narthécie des marais, la Renouée bistorte ou la linaigrette, ainsi que les orchidées à feuilles larges, les orchidées tachetées, la Platanthère à deux feuilles et l'Épipactis à larges feuilles. Le parc naturel de Südheide conserve une prairie de Cicendie filiforme, gentianée très rare en Allemagne et répertoriée en categorie 2 (= « très menacée ») de la Liste Rouge des espèces protégées.

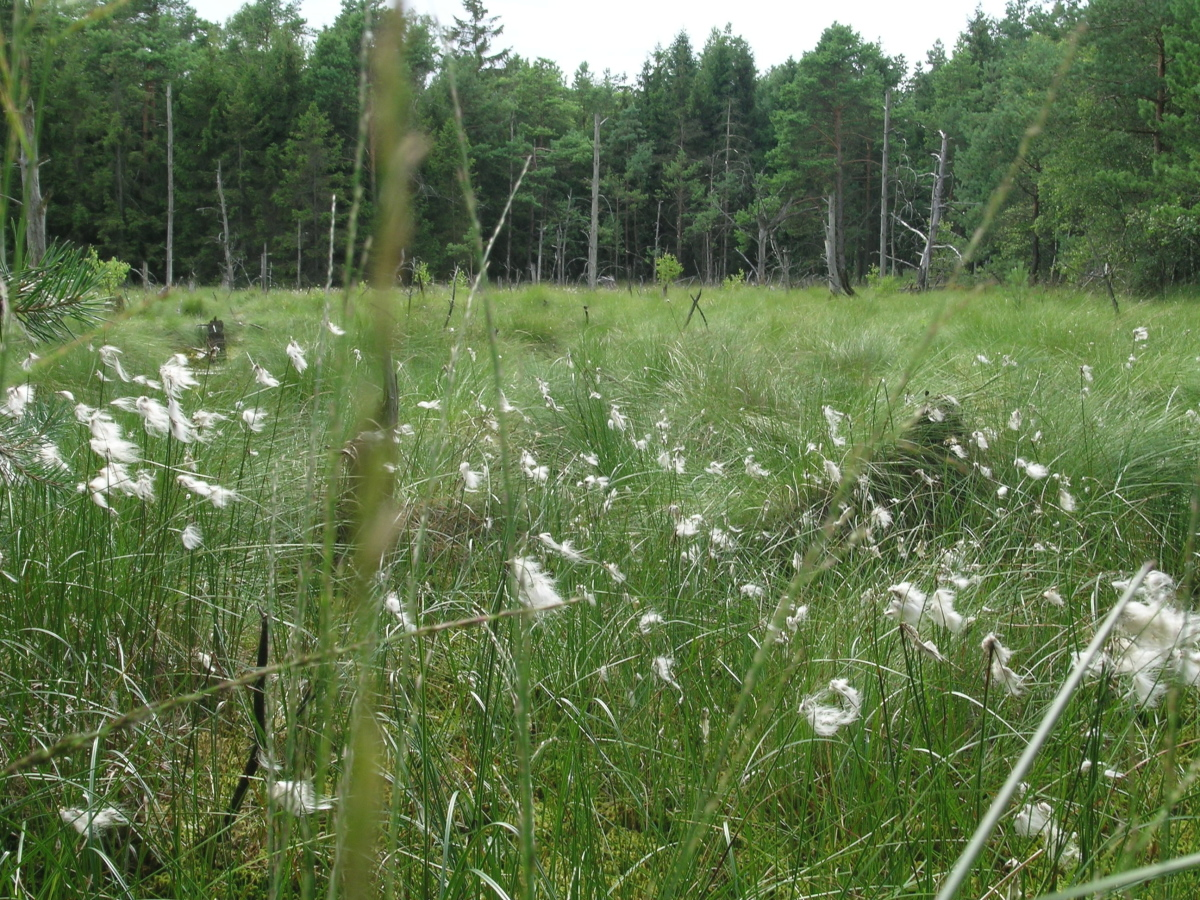
Linaigrettes dans une tourbière à Hetendorf
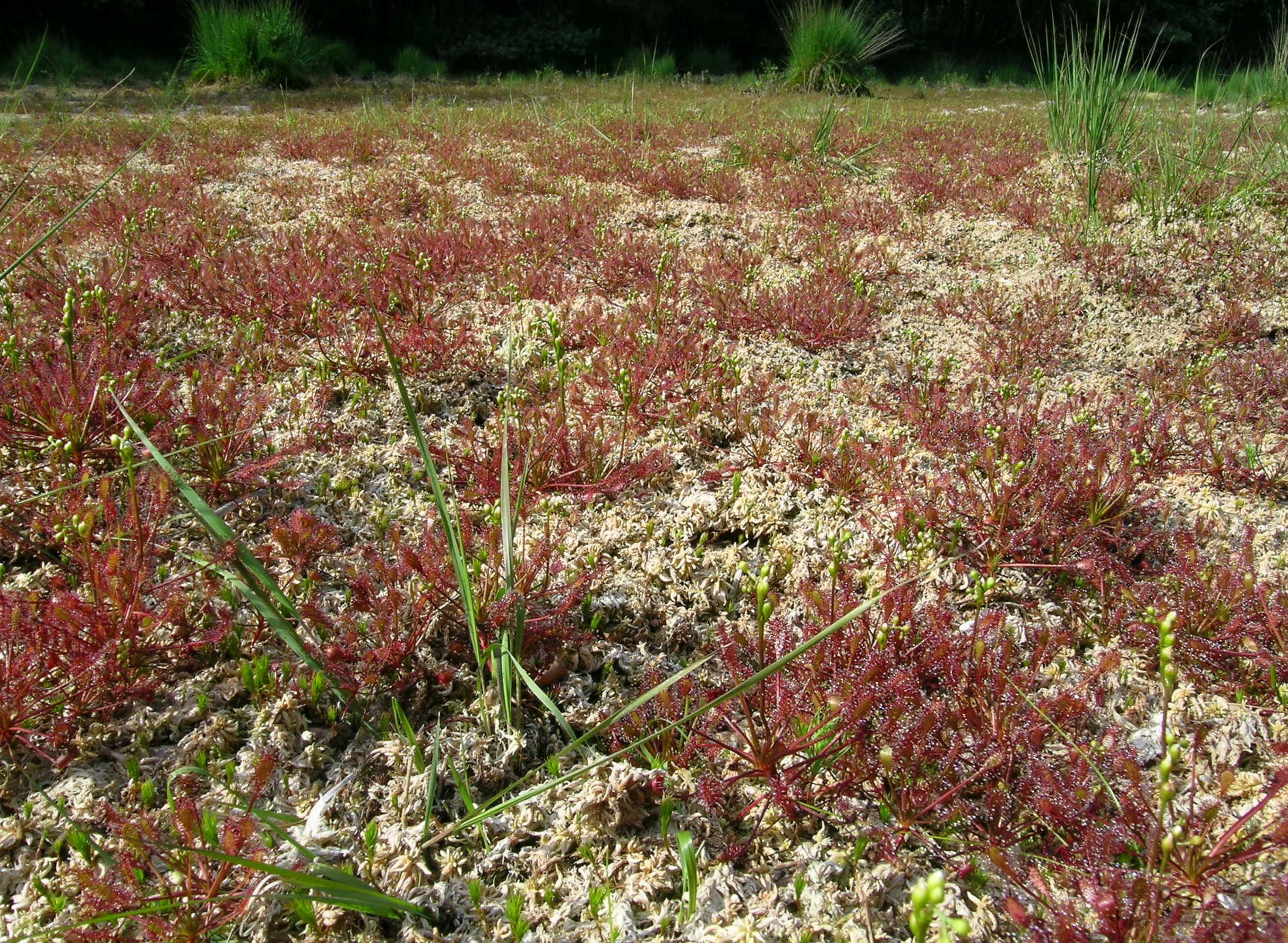
Droséras (Drosera intermedia) dans un étang près d'Hermannsburg
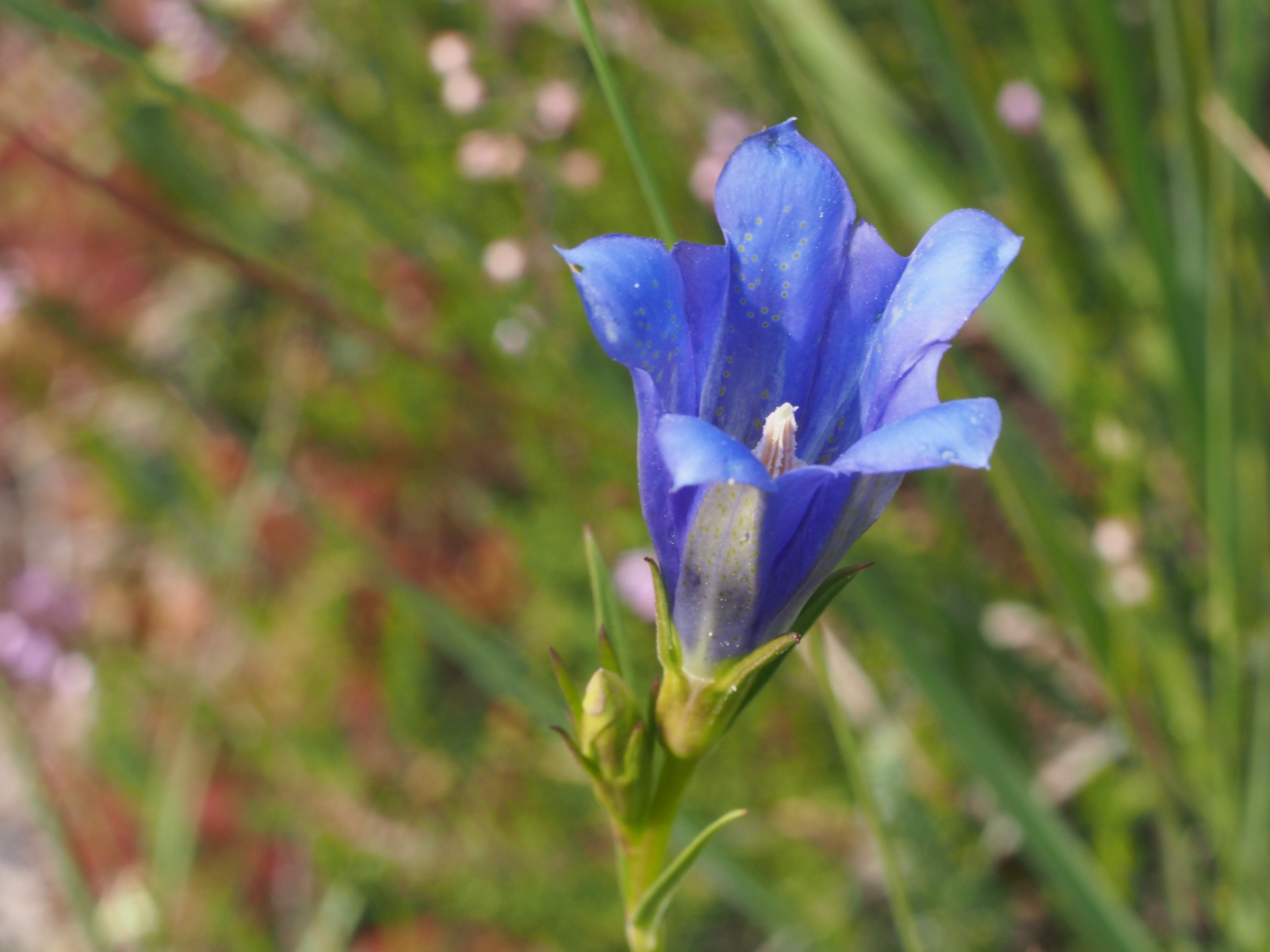
Gentiane des marais (Gentiana pneumonanthe)
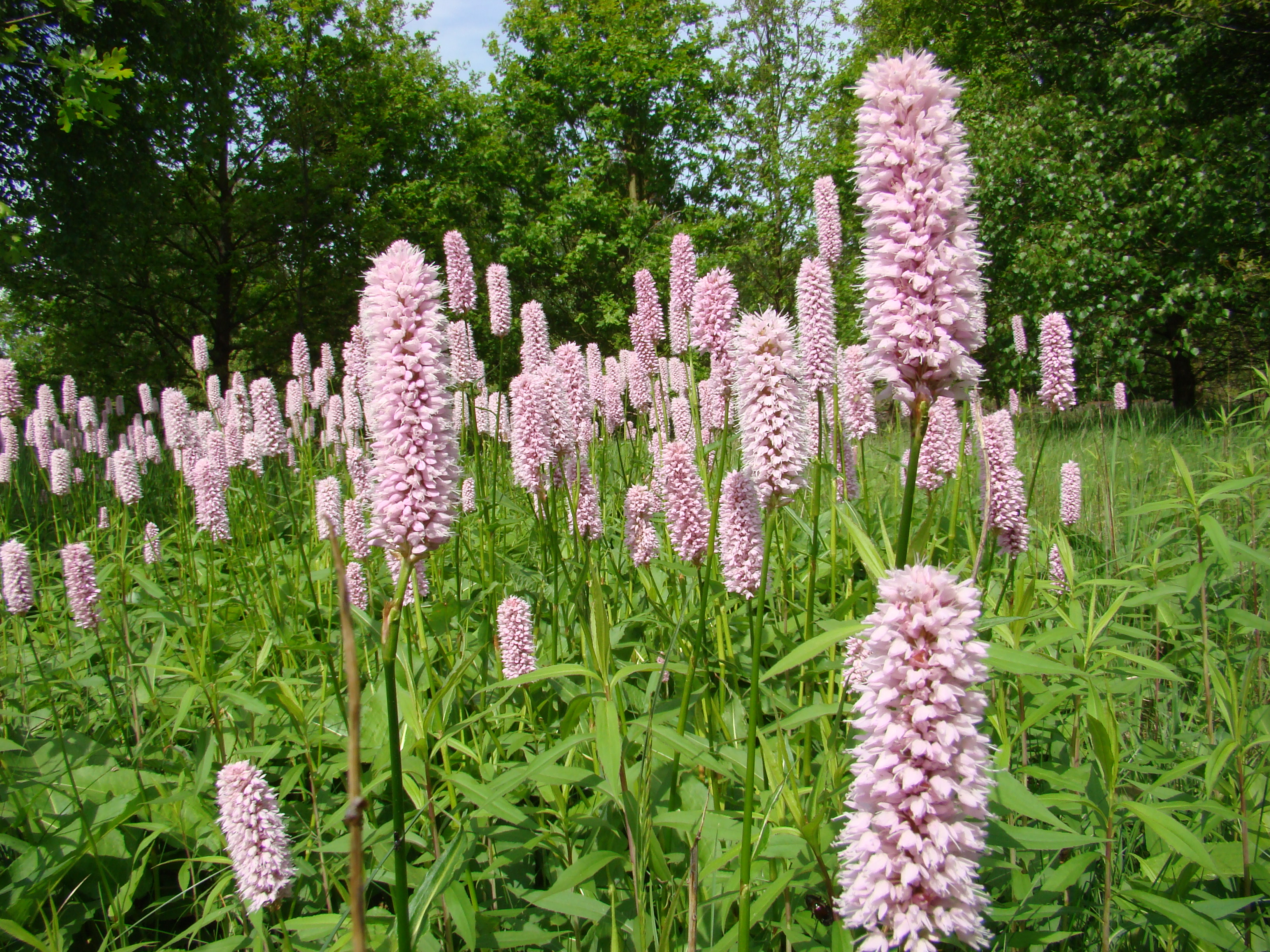
Renouées (Bistorta officinalis)
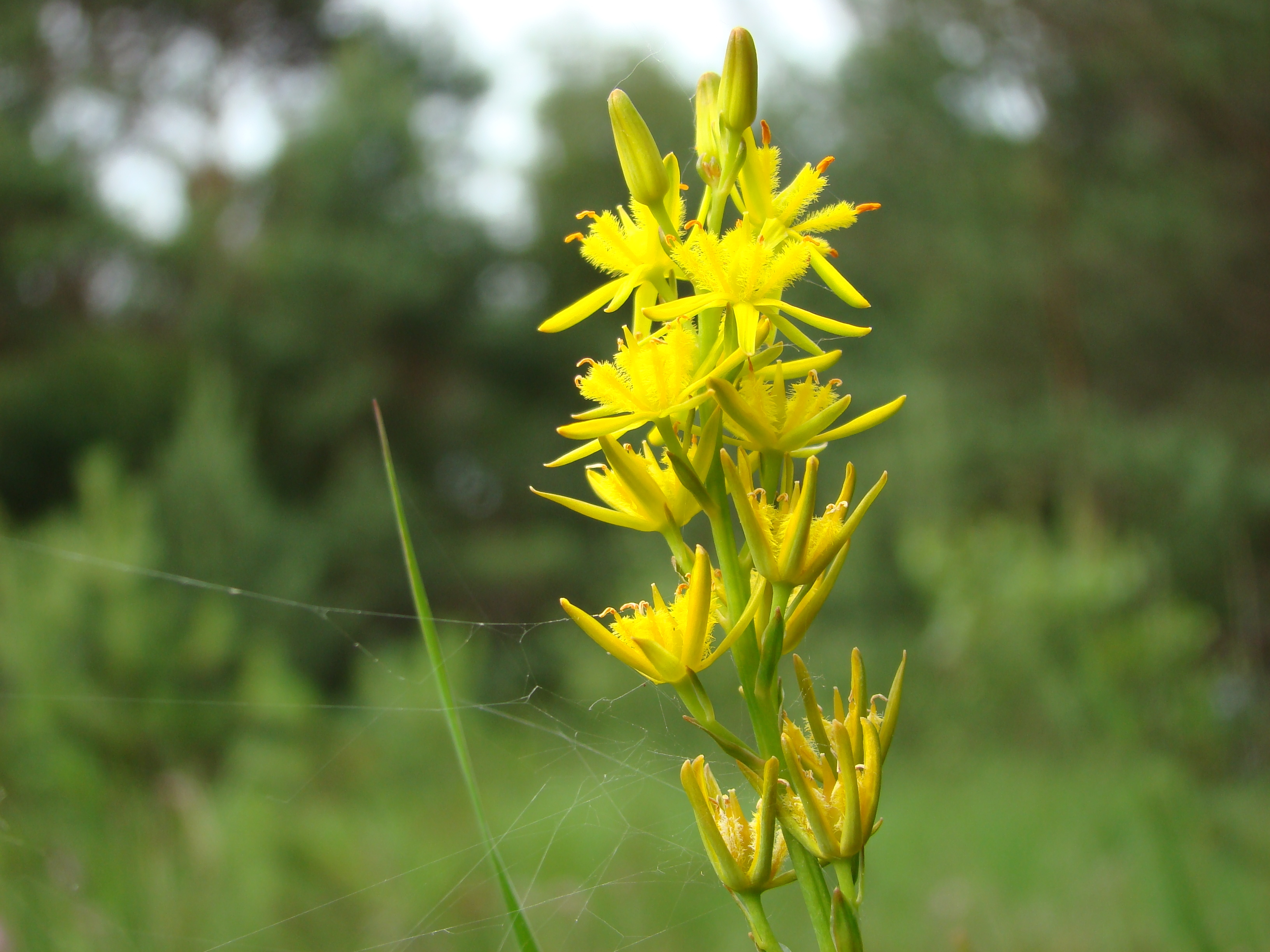
Narthécie des marais
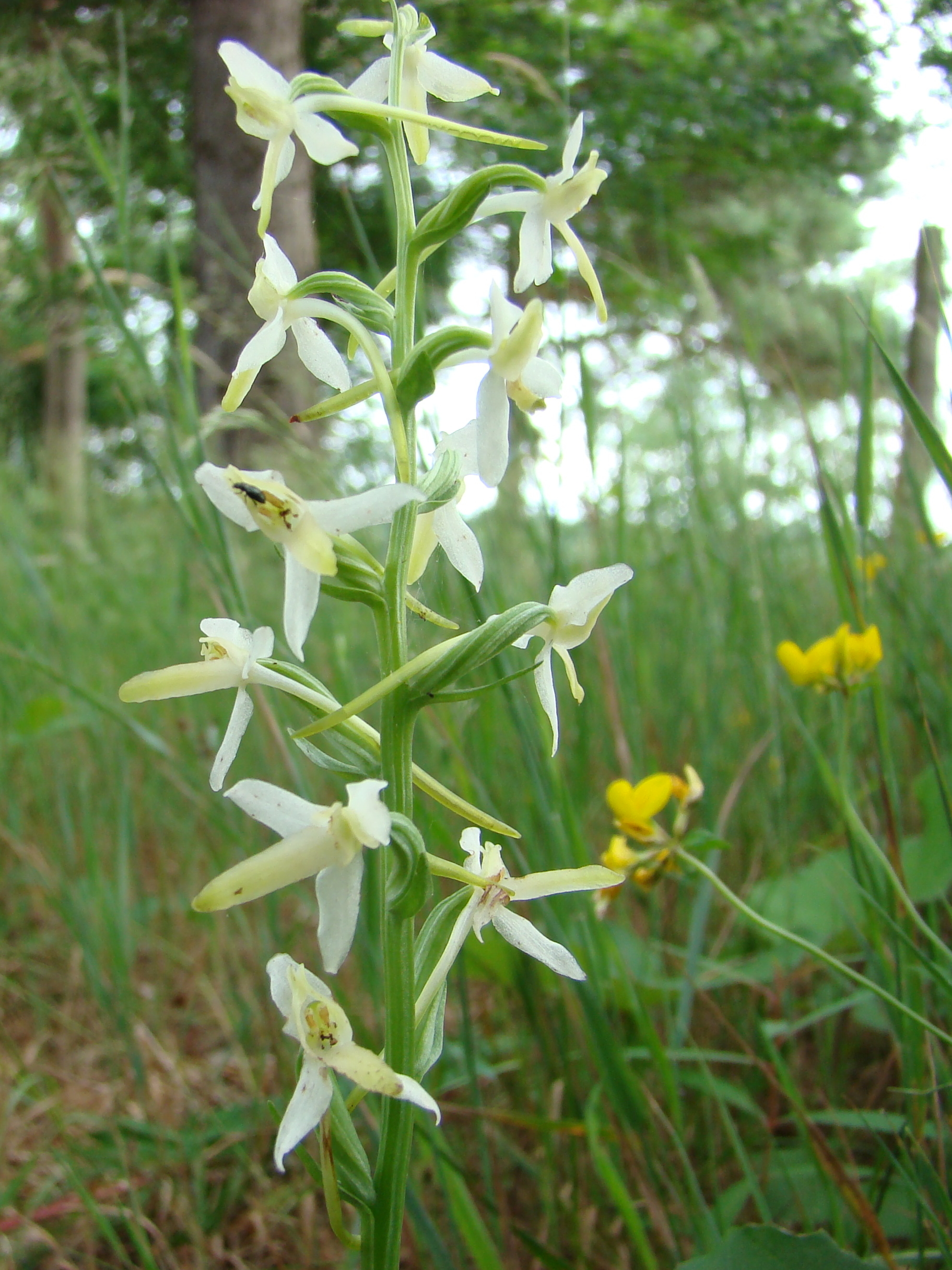
Platanthère blanche en forêt de Müden.
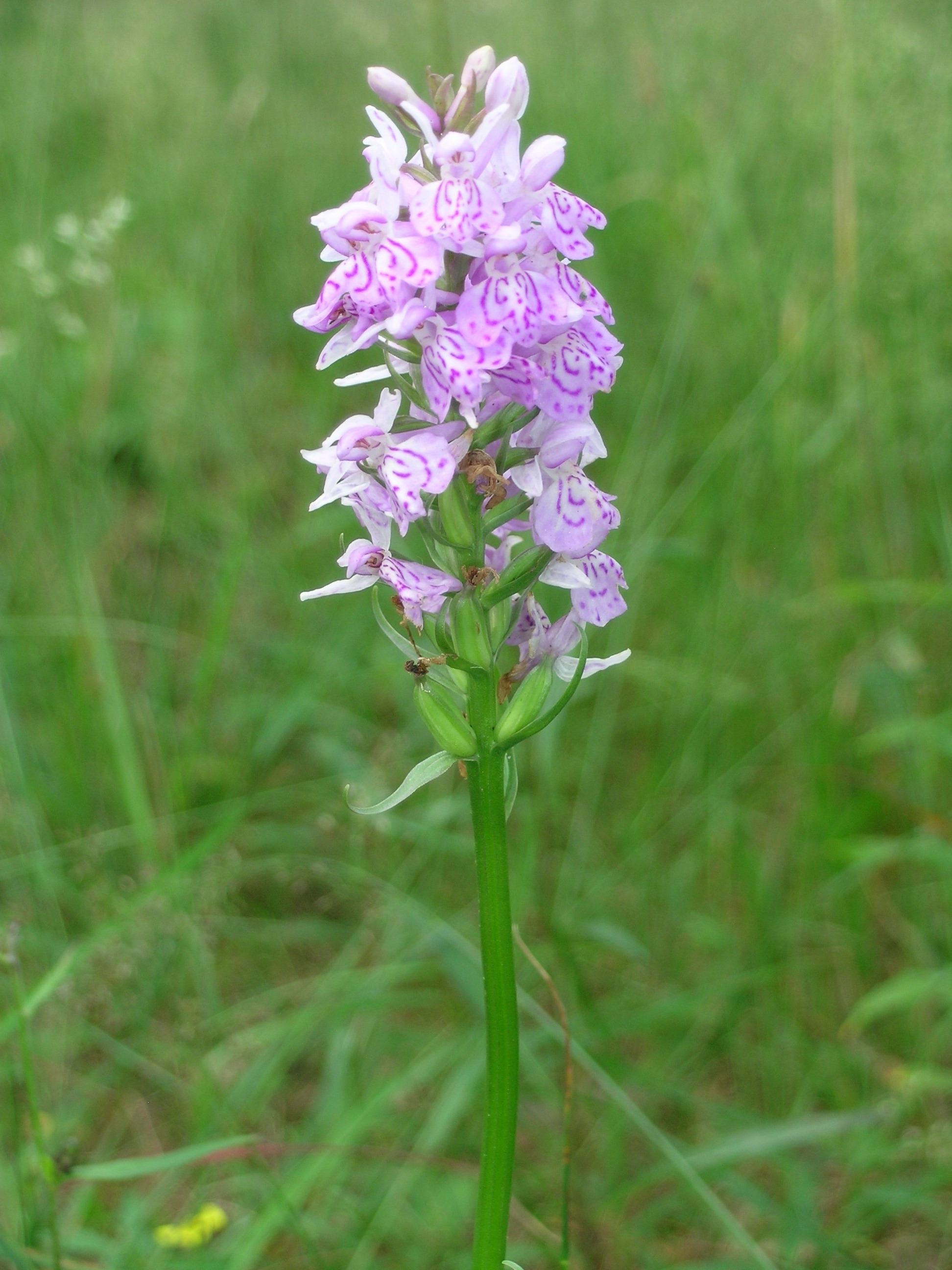
Orchidées tachetées en forêt de Müden.
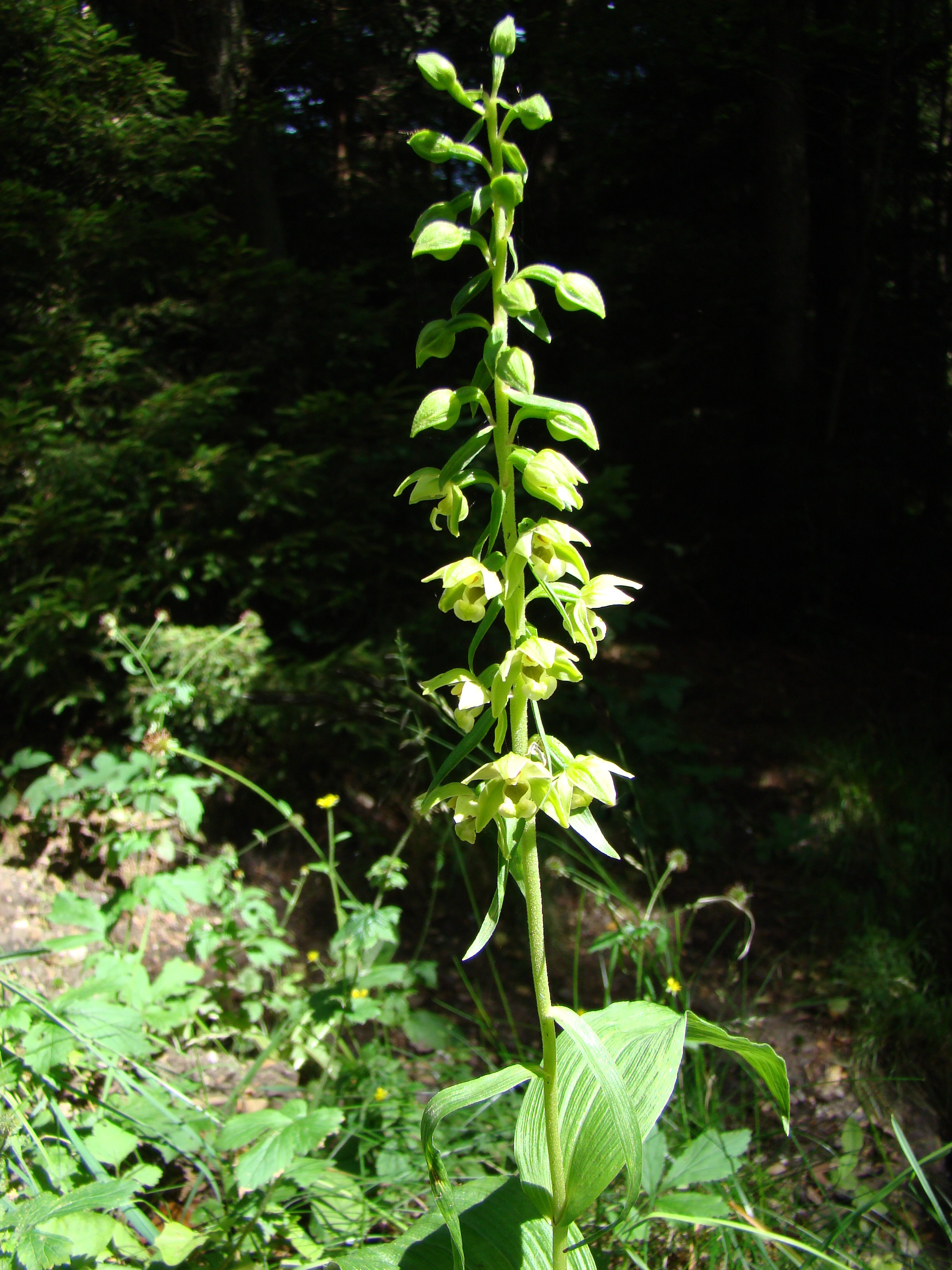
Épipactes à feuilles larges à Müden.
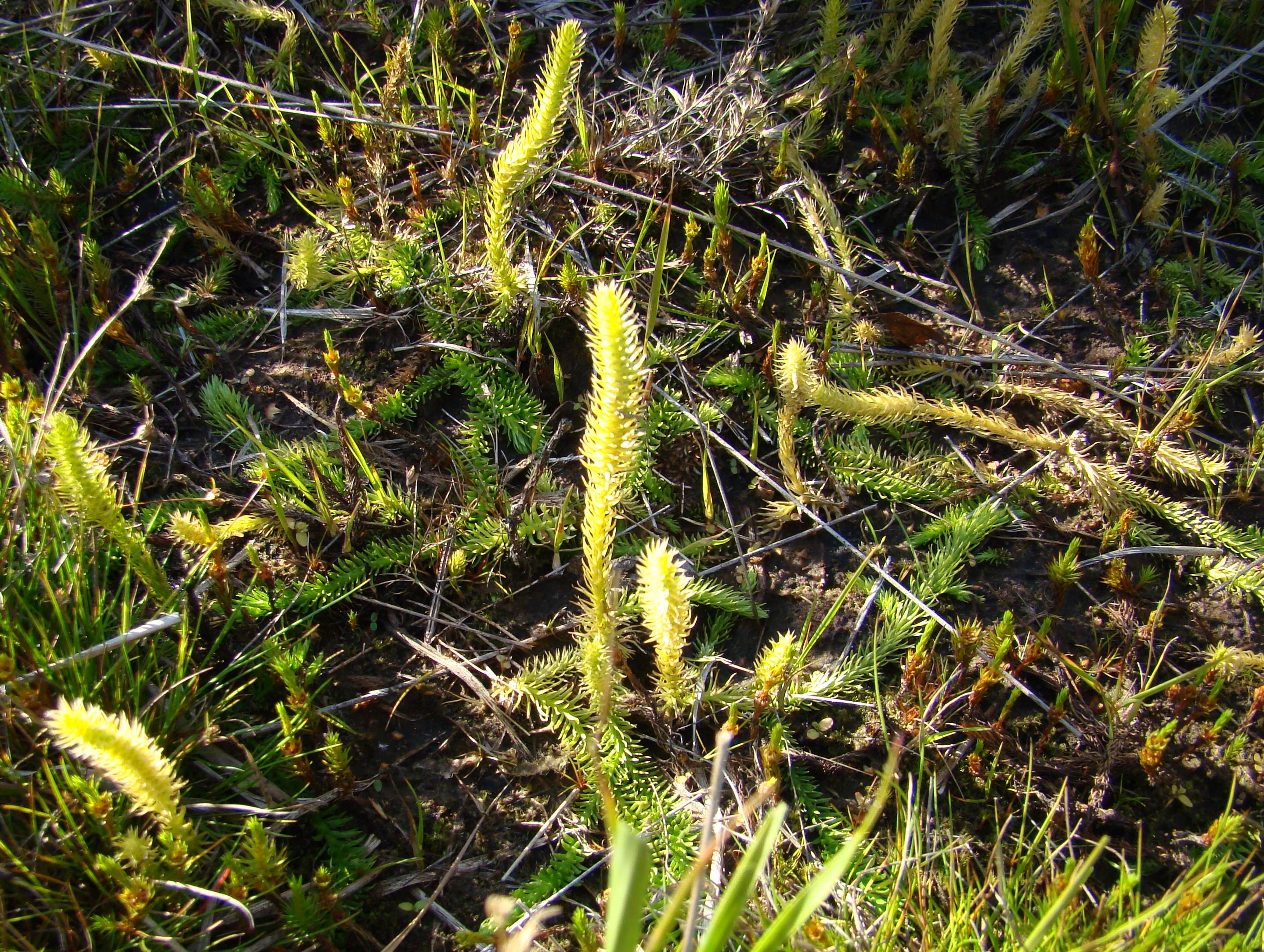
Lycopode des tourbière.
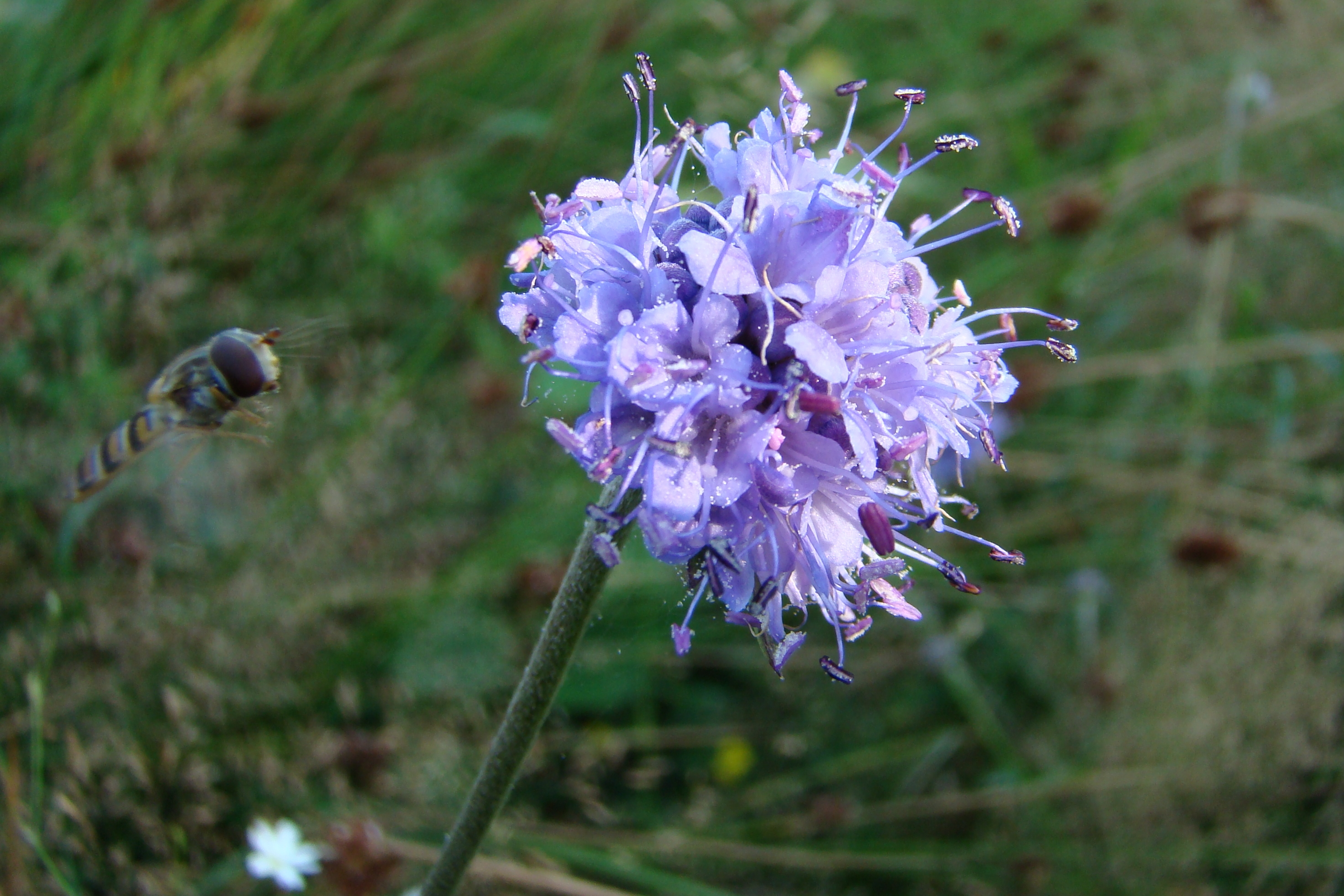
Succise des prés.
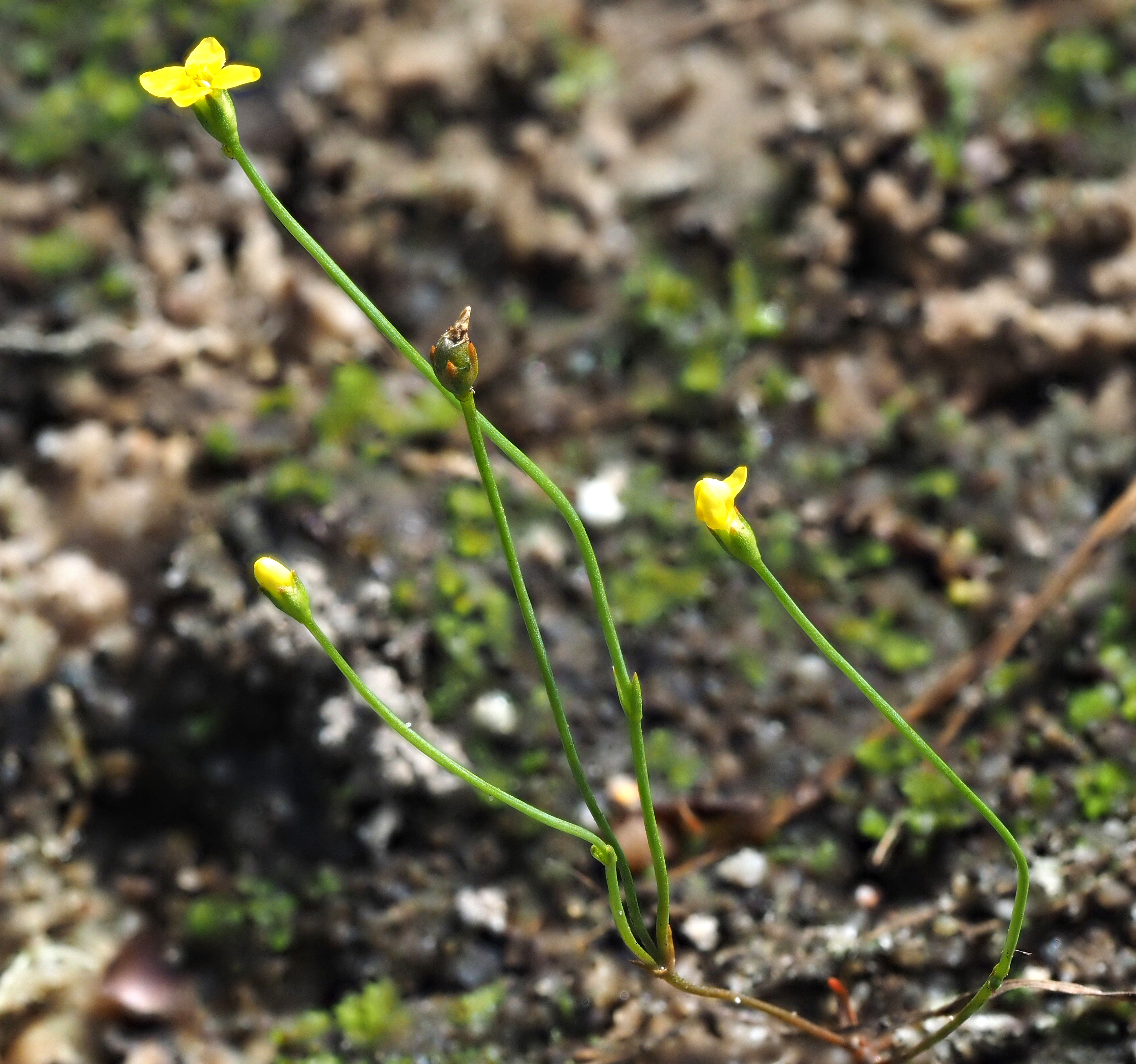
Cicendie filiforme.
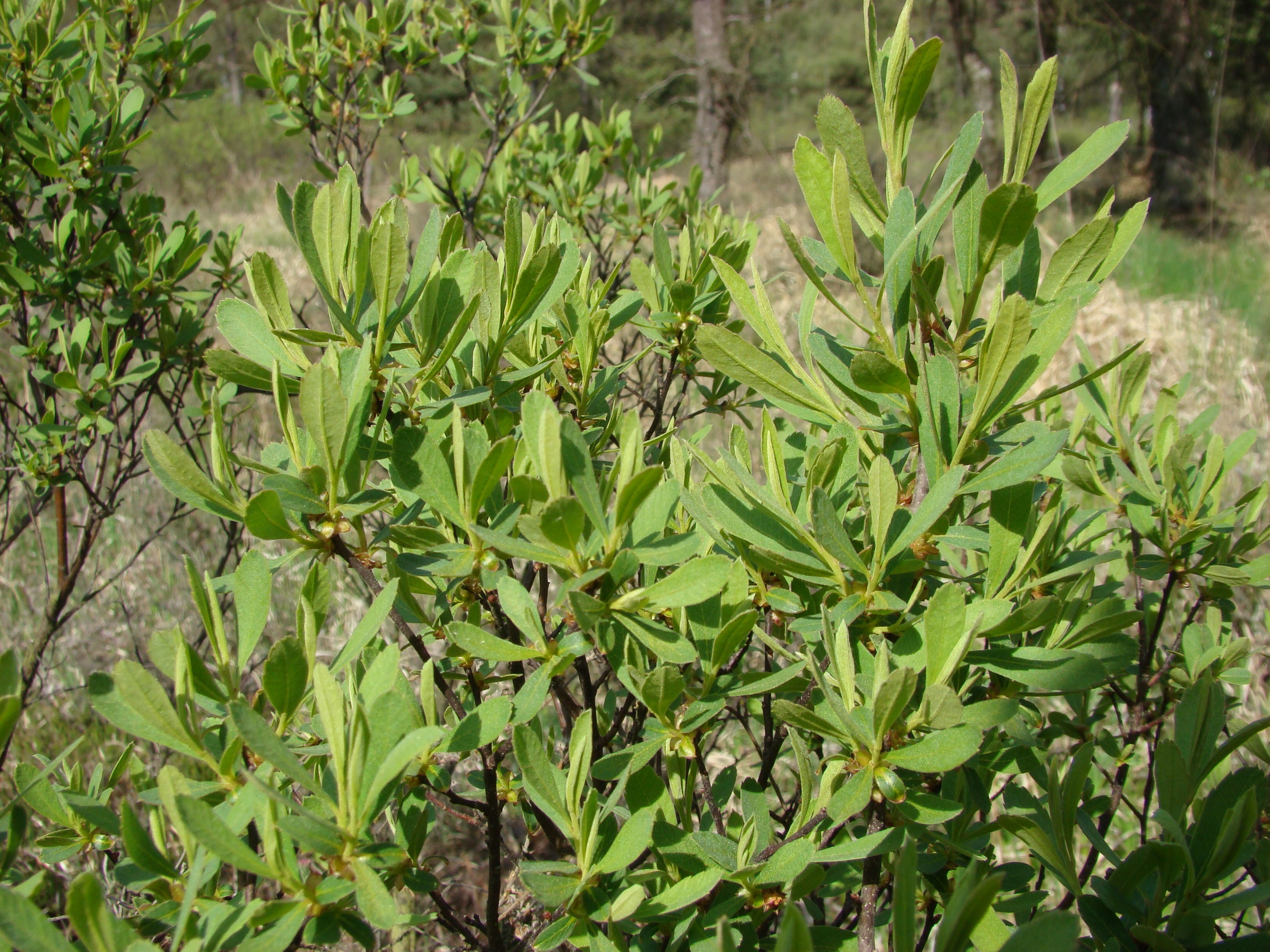
piment royal.

### Faune

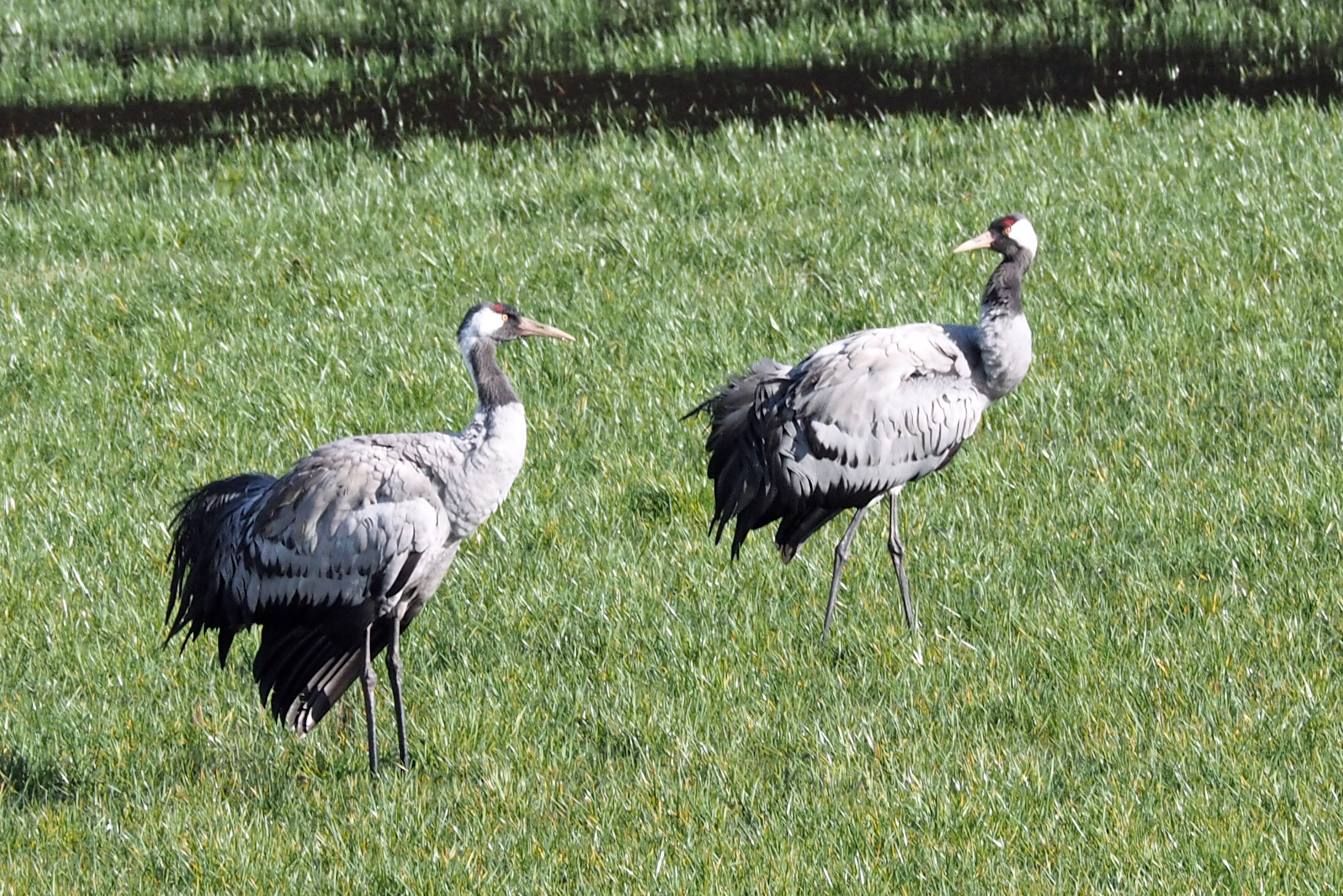
Grues cendrées en quête de nourriture dans les environs d’Oldendorf.

Le dernier loup de la lande de Lunebourg avait été aperçu et abattu en 1872 dans le bois de Becklingen. Mais en 2006 un spécimen a été contacté sur le centre d'essais de près de 50 km2 de Rheinmetall Waffe Munition GmbH à Unterlüß ; une première photo de cet animal a été prise en 2007 et depuis une meute a colonisé le pas de tir d'Unterlüß, comme le laissaient supposer d’autres contacts au cours de l'année 2013. Les camps militaires de Munster et de Bergen abritent quelques espèces menacées, ainsi que des louveteaux (17 juvéniles déjà contactés à Munster entre 2012 et 2014), qui grâce à la forêt de Lüszwald, peuvent rejoindre le reste du parc à couvert.
Grâce à la renaturation des étangs, dans le cadre d'un programme régional de protection spécifique, les autorités sont parvenues à réacclimater la Grue cendrée. Disparues depuis 20 ans, on en a contacté une première fois deux couples en 1986 dans l'Arrondissement de Celle. Ainsi, on a reclassé la Grue cendrée de la 1re catégorie (menacés d'extinction) de la Liste rouge régionale des espèces d'oiseaux en 1995 à la 2e catégorie (très menacés), puis, en 2002, en classe 3 (menacés). On les a finalement rayées de la Liste Rouge en 2007.
Recensements de la Grue cendrée dans l'arrondissement de Celle
| Année | Couples chasseurs | Reproducteurs | Juvéniles |  | Année | Chasseurs | Reproducteurs | Juvéniles |
| ----- | ----------------- | ------------- | --------- |  | ----- | --------- | ------------- | --------- |
| 1986  | 2                 | 1             | 0         |  | 1999  | 29        | 20            | 17        |
| 1987  | 2                 | 2             | 2         |  | 2000  | 34        | 23            | 23        |
| 1988  | 3                 | 2             | 2         |  | 2001  | 38        | 24            | 28        |
| 1989  | 3                 | 3             | 1         |  | 2002  | 41        | 26            | 22        |
| 1990  | 3                 | 3             | 5         |  | 2003  | 42        | 29            | 31        |
| 1991  | 5                 | 4             | 5         |  | 2004  | 51        | 36            | 33        |
| 1992  | 6                 | 5             | 7         |  | 2005  | 54        | 46            | 30        |
| 1993  | 6                 | 6             | 8         |  | 2006  | 55        | 47            | 51        |
| 1994  | 9                 | 9             | 7         |  | 2007  | 53        | 44            | 49        |
| 1995  | 12                | 11            | 11        |  | 2008  | 61        | 48            | 50        |
| 1996  | 16                | 12            | 15        |  | 2009  | 63        | 51            | 50        |
| 1997  | 16                | 13            | 19        |  |       |           |               |           |
| 1998  | 22                | 19            | 18        |  |       |           |               |           |

## Curiosités touristiques
Les landes connexes les plus vastes se trouvent autour de Hermannsburg (landes du plateau de Lüß, lande de Tiefental), entre Müden et Unterlüß autour d'Oberohe. On trouve d'autres landes à Müden/Örtze (Wietzer Berg, 102 m), à Schmarbeck (la « forêt des genièvres »), sur la colline de Haußelberg (118 m), à Lutterloh et Gerdehaus (lande de Ritterheide). Cette dernière prairie doit son nom à la tombe d'un cavalier du IIe siècle). Trois grands troupeaux de jaglus vivent encore dans la région: l'un à Niederohe, deux autres à Schmarbeck et Hermannsburg. Ils assurent la persistance des landes en broutant les adventices de pin et de sapin. De même, le parc des Wacholder (« genièvres ») à Schmarbeck était naguère une prairie à genièvres. Dans une clairière du mont de Wietz, au sud de Müden/Örtze, se dresse un monument, le Lönsstein, dédié au poète des prairies d'Allemagne, Hermann Löns. Entre Hermannsburg et Müden/Örtze se trouve un carrefour à la croisée de sept chemins. À Starkshorn (dans les environs d'Eschede), en septembre, on peut observer les cerfs en rut : chaque année, deux troupeaux de près de 200 têtes y convergent.

Curiosités du parc naturel
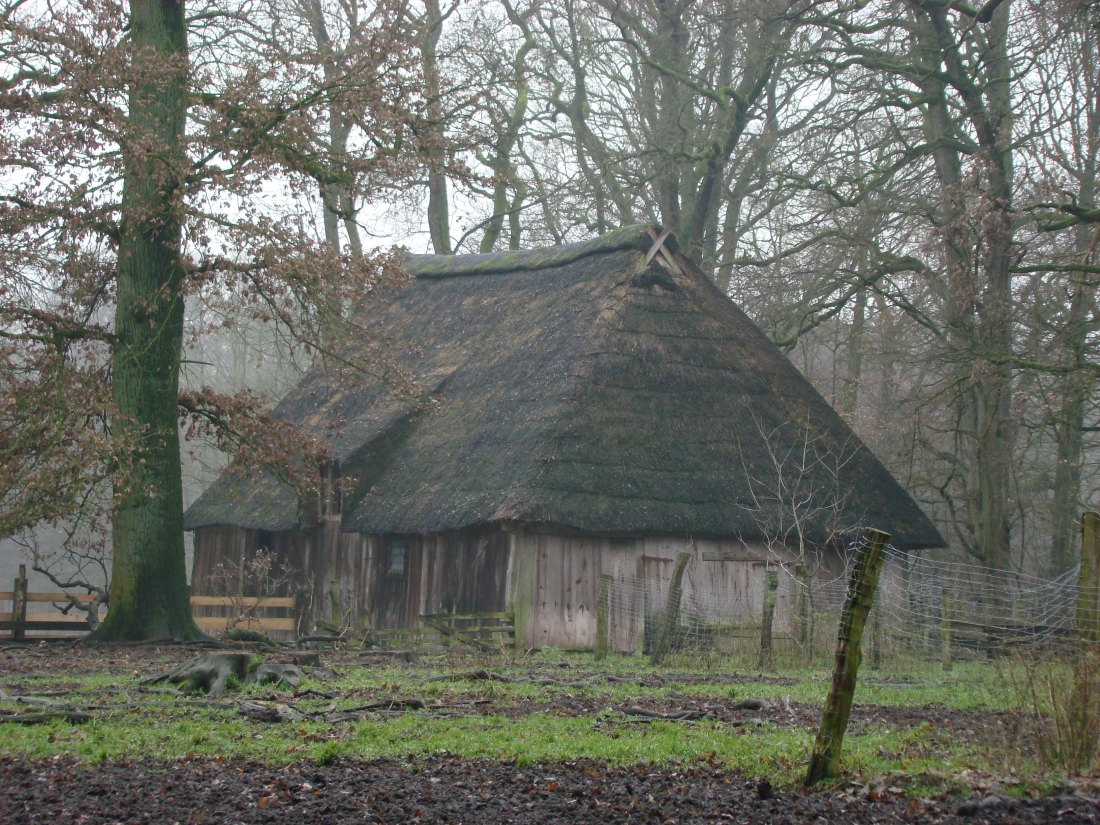
Étable à moutons jaglus à Niederohe
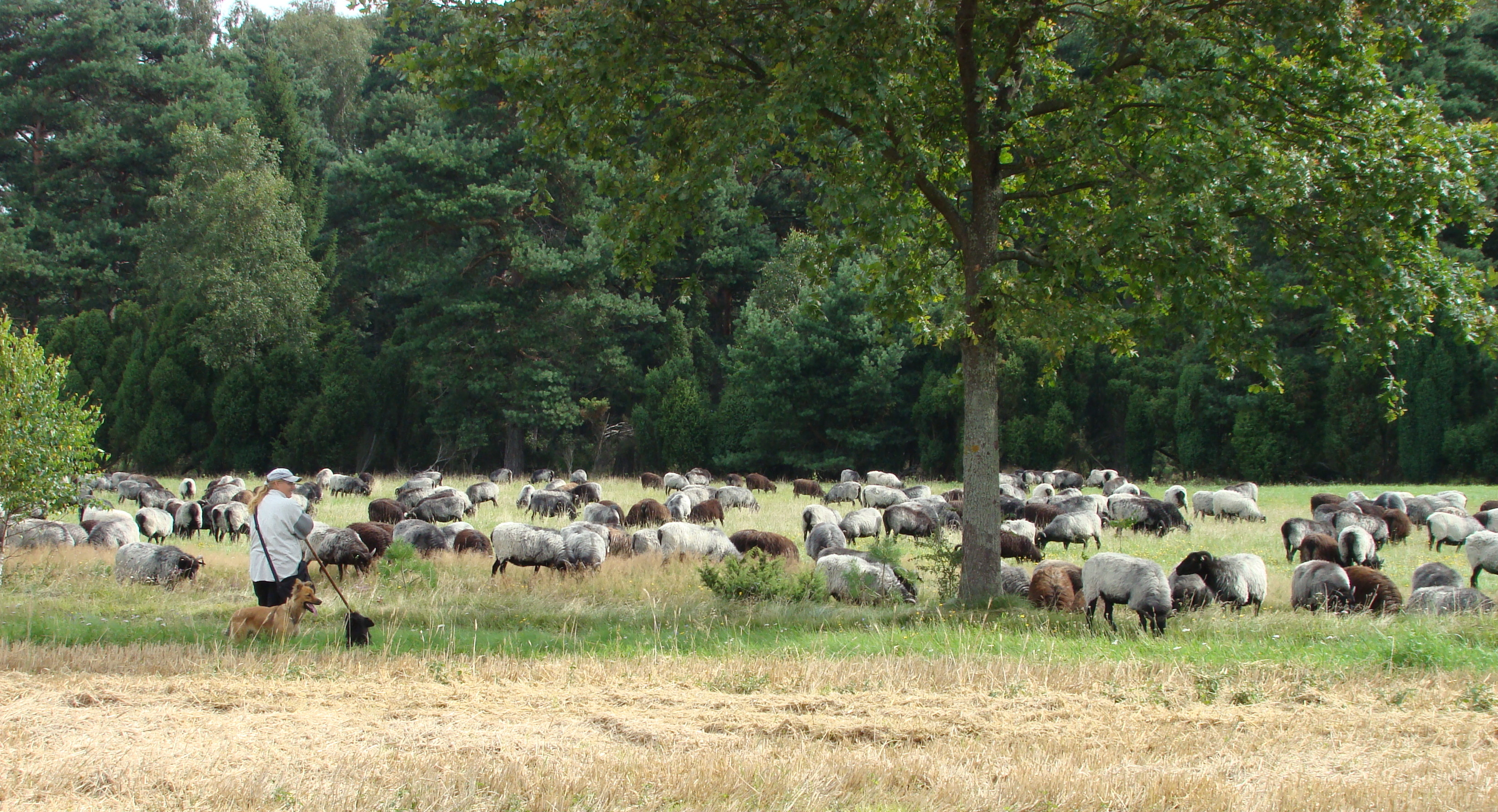
Troupeau de jaglus à Schmarbeck
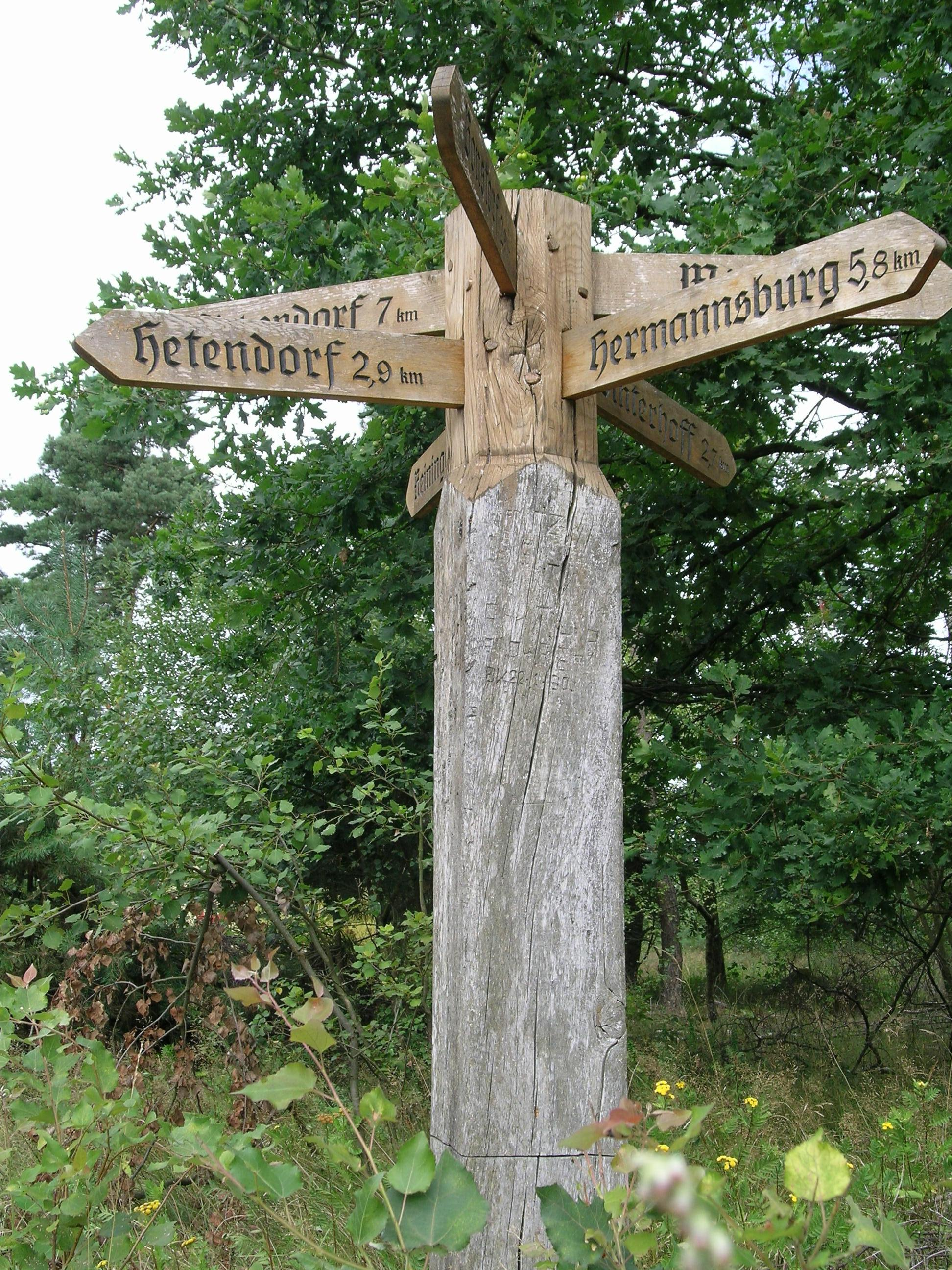
Panneau d'orientation à Hetendorf
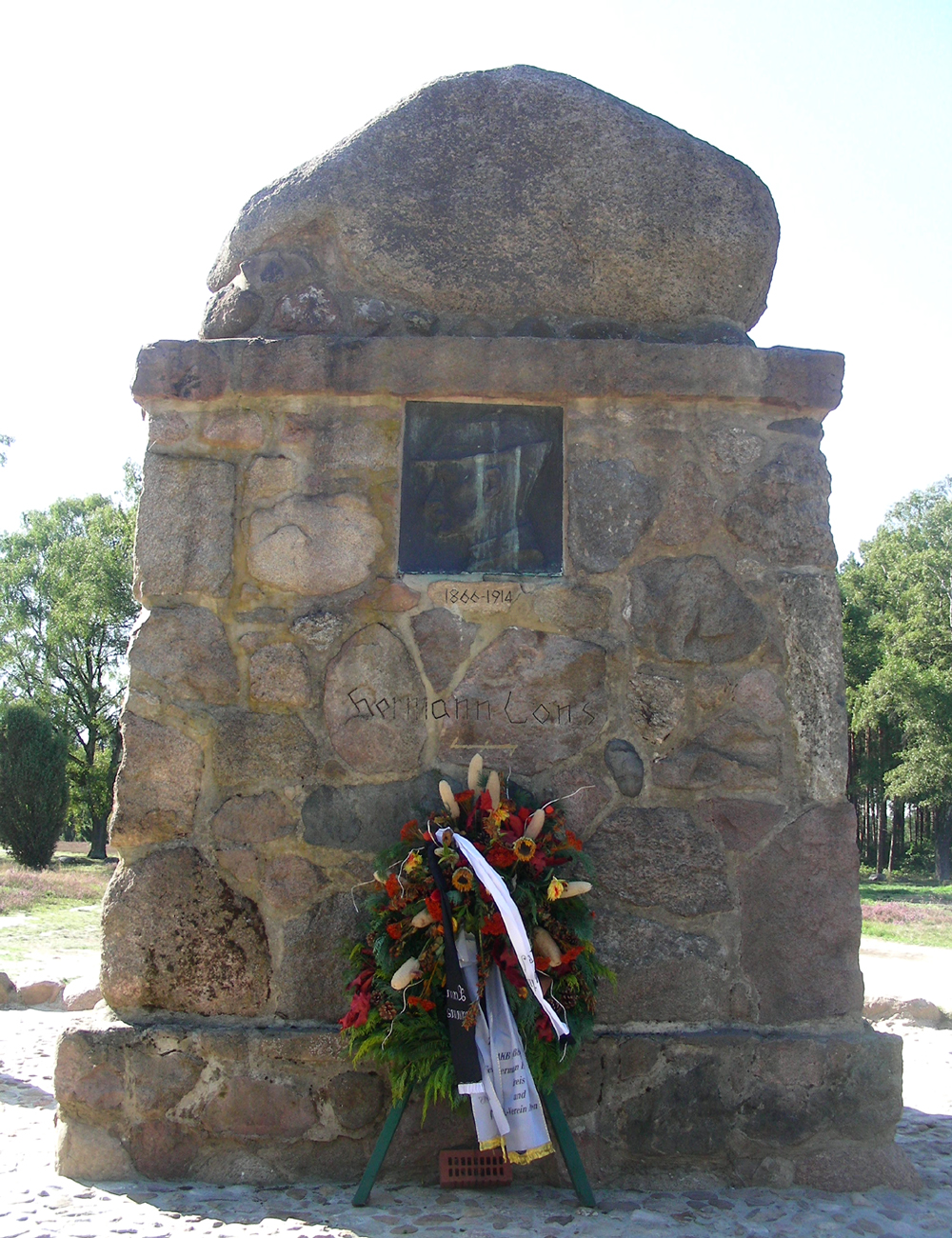
La pierre Löns sur le Mont Wietz à Müden.
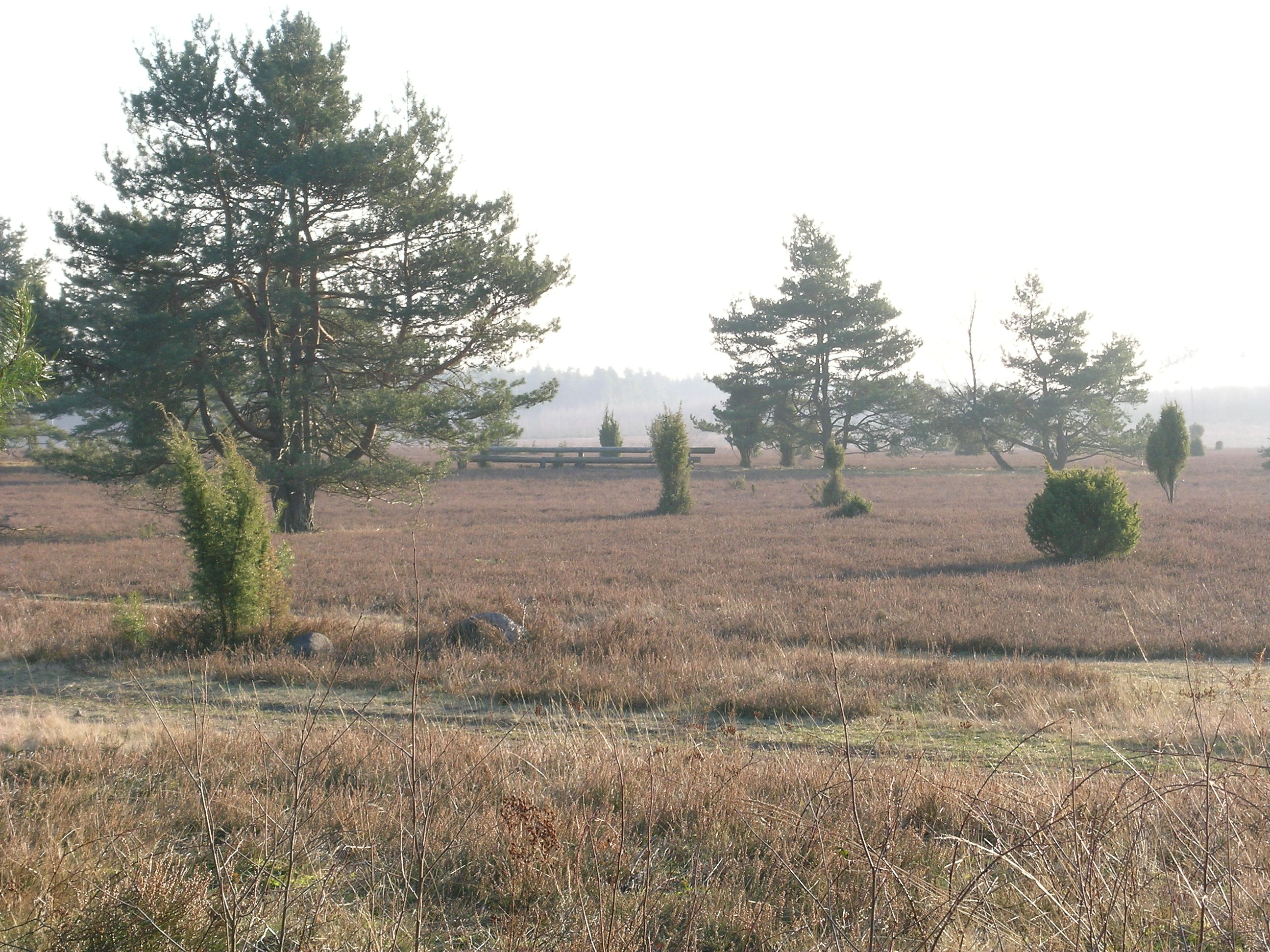
La lande de Tiefental
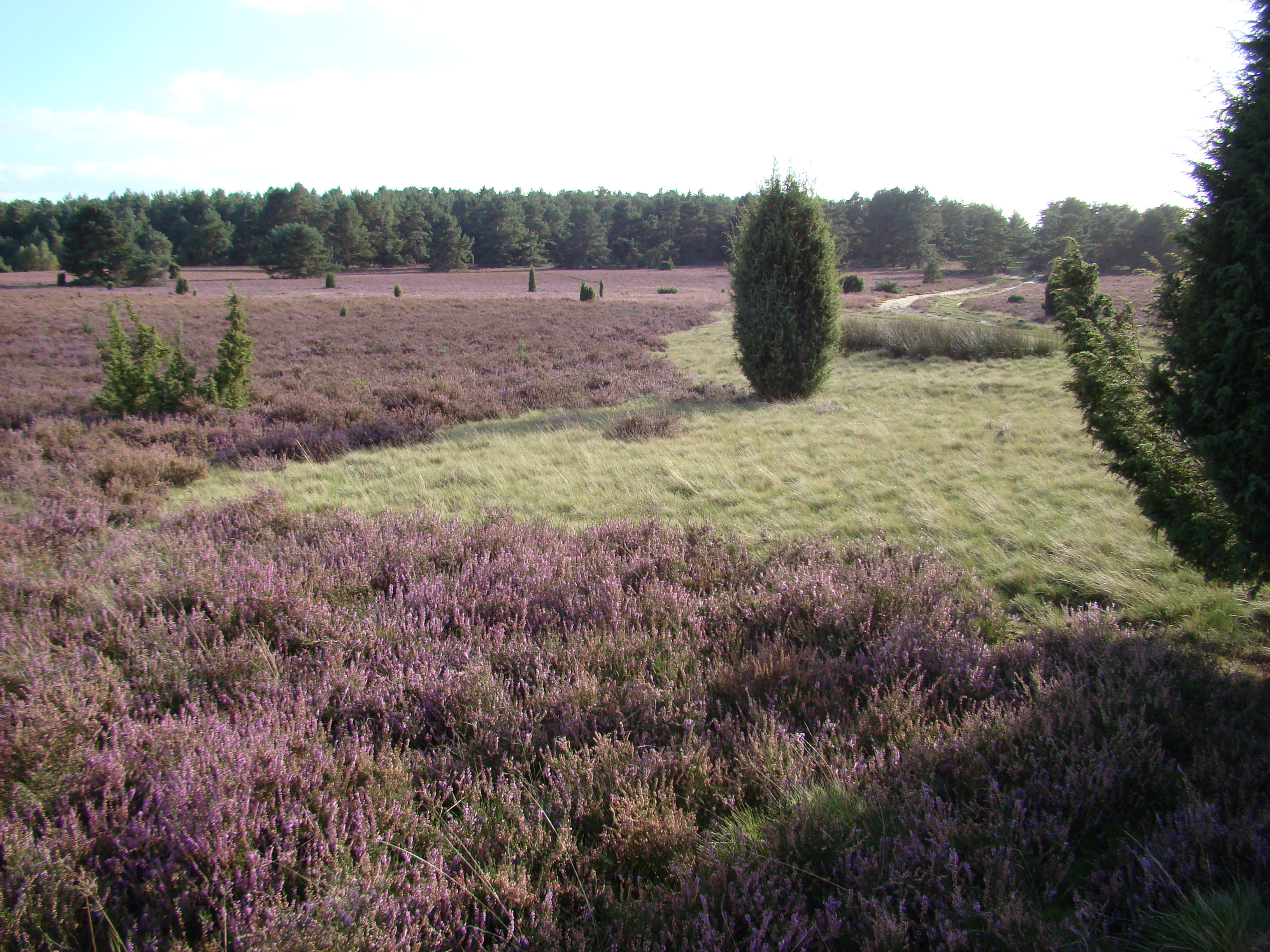
Lande du Hauszelberg
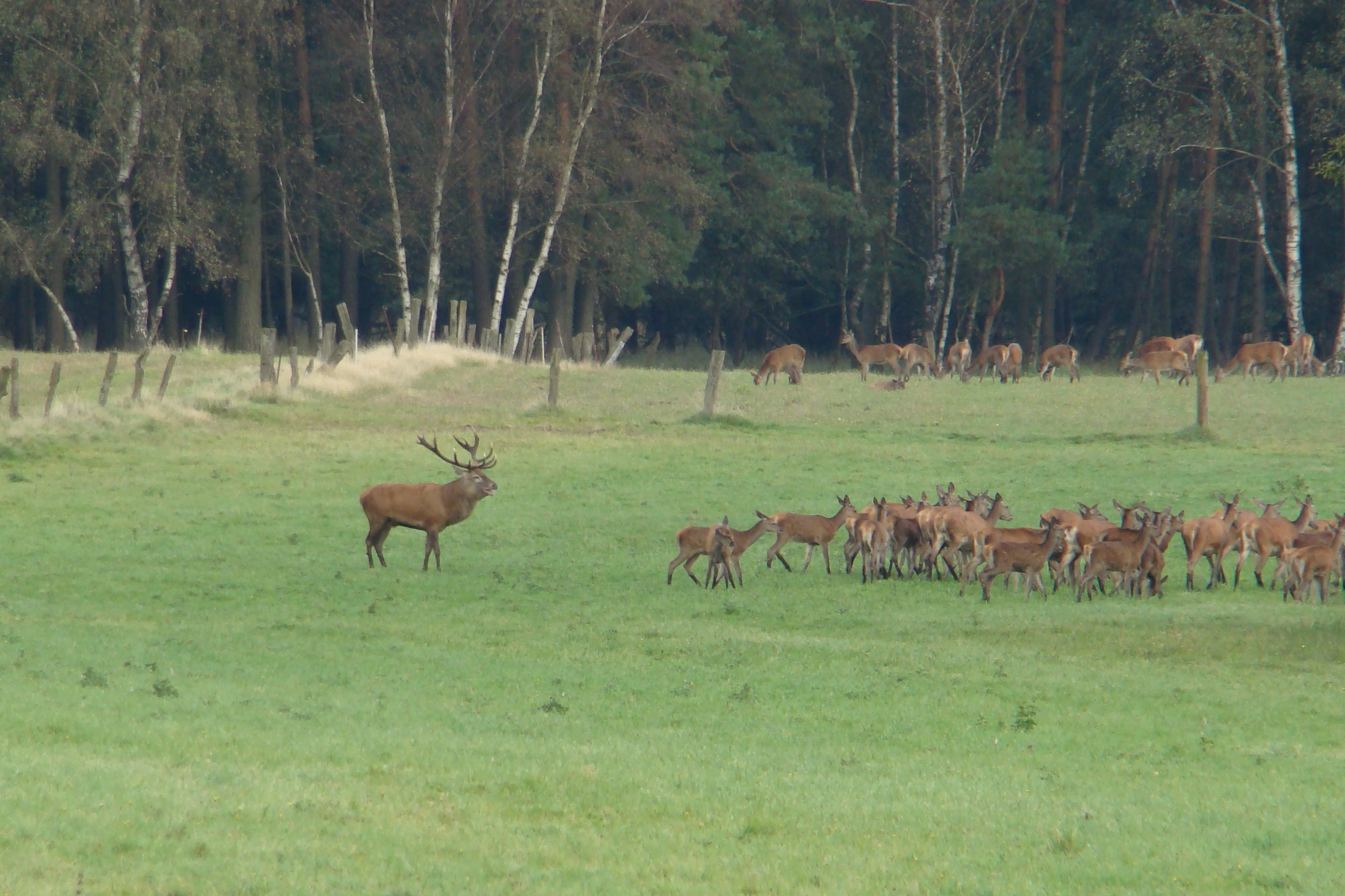
Cerfs en période de rut à Starkshorn
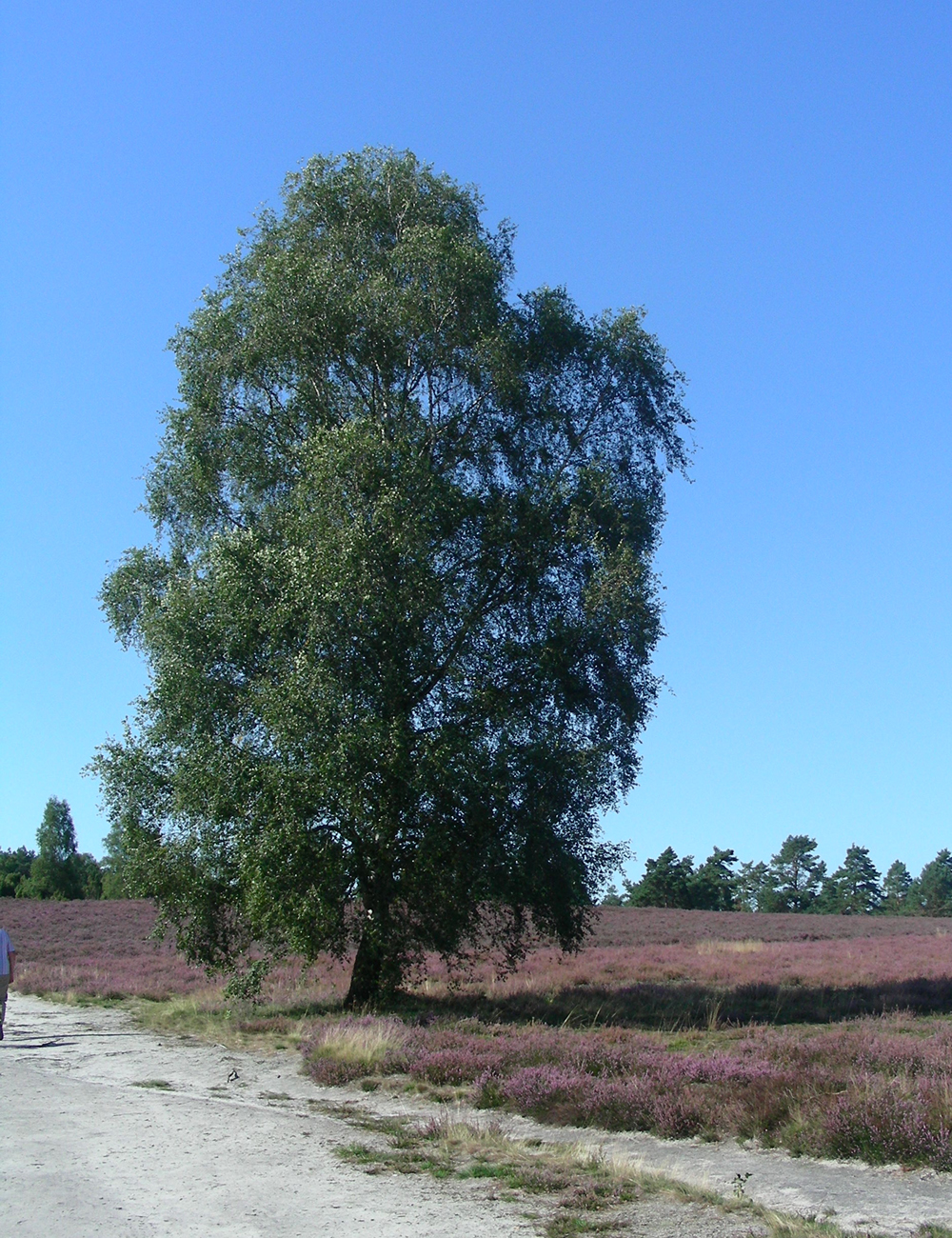
Clairière du Mont-Wietz à Müden.

## Apiculture
Le parc naturel de Südheide, comme le reste de la lande de Lunebourg, est une région à forte tradition d’apiculture, réputée pour son miel « mille fleurs. » Au printemps, les apiculteurs déplacent leurs ruches en des points mutuellement très éloignés de la prairie de Südheide. L'apiculture se pratiquait d'ordinaire dans des granges spécifiques. On n'y voit plus qu'exceptionnellement les ruches d'osier quadrangulaires ou en forme de cloche (Lüneburger Stülper), où la paille est étanchée avec un mélange de bouse de vache et de tourbe. Les apiculteurs s'en servent encore pour récolter les rayons de miel ; mais vers le milieu des années 1920, les paniers Kanitz (1815–1899), qui portent le nom d'un apiculteur et professeur, se sont imposés. Le Pr. Kanitz avait en effet découvert que les ruches en cloche traditionnelles limitaient l'orientation des abeilles.
On a donc abandonné la forme traditionnelle des ruches, désormais faites d'empilement de casiers en bois ou en plastique, plus faciles à manier. Les porte-rayons en plastique, d'usage courant en Allemagne du Nord, sont simplement déposés à même le sol de la prairie au printemps.

Apiculture
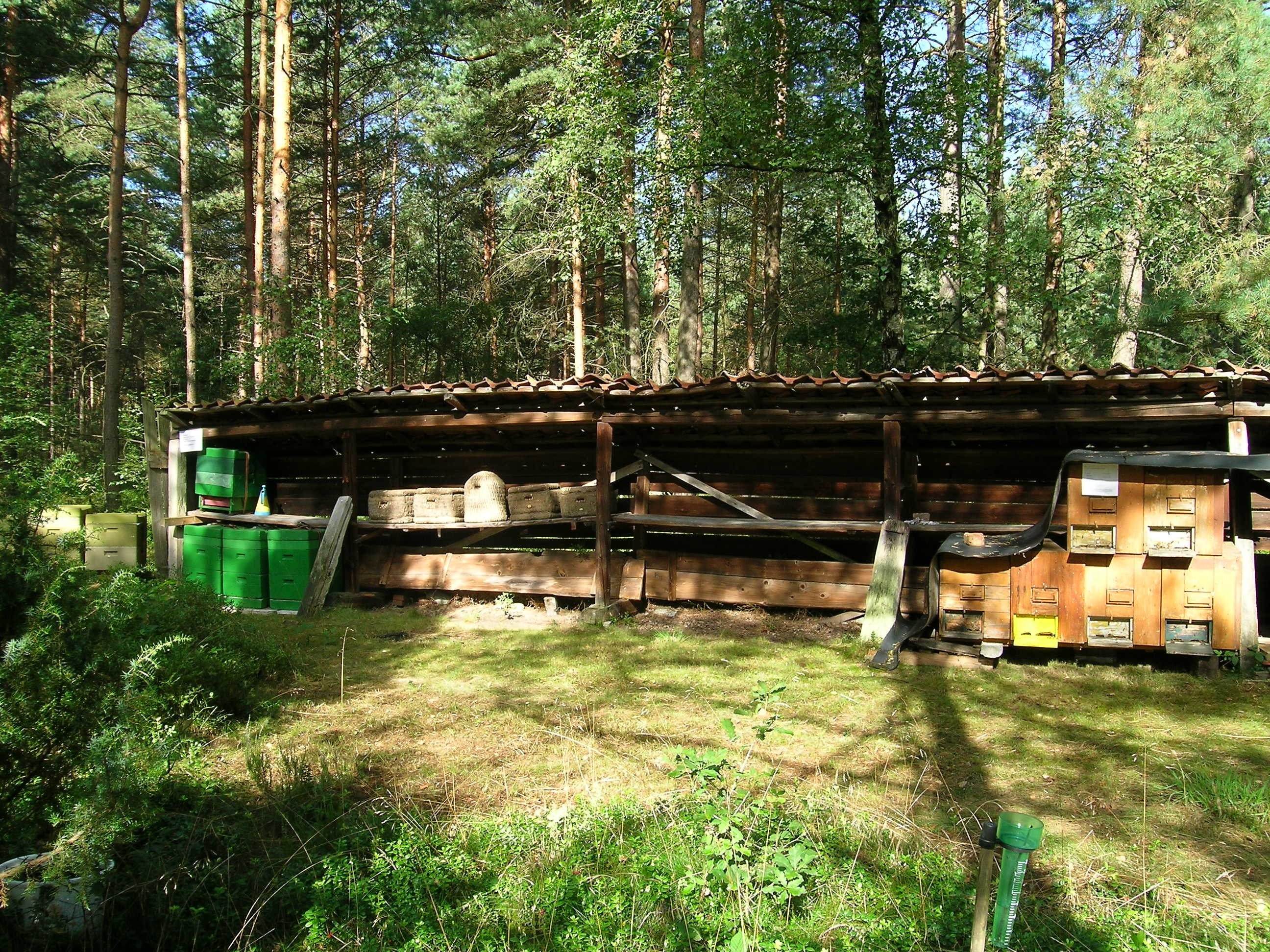
Ruches en lisière de la forêt (de gauche à droite) : rayons modernes en plastique, « paniers Kanitz », Ruche en cloche traditionnelle et ruche en bois.
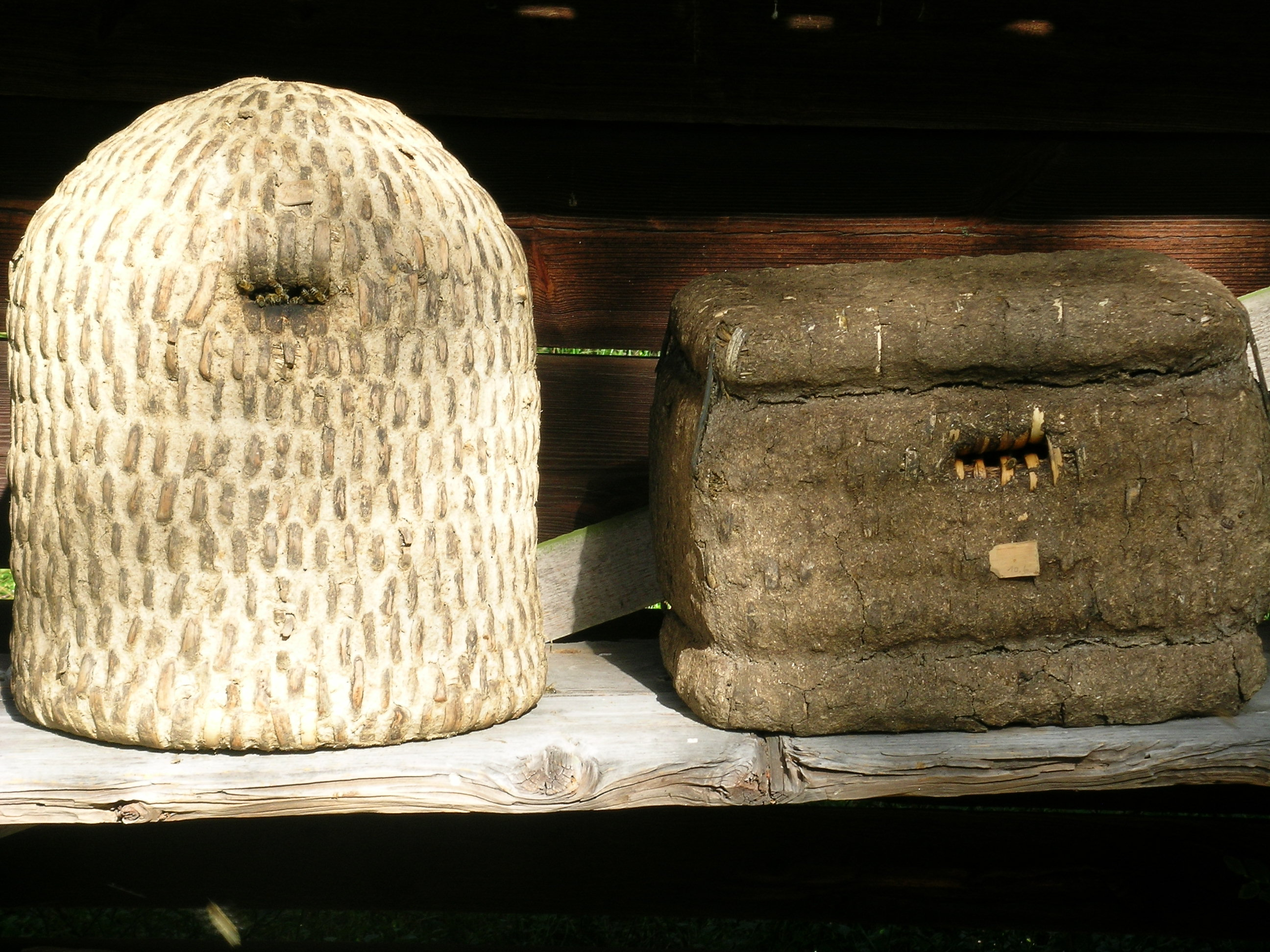
Ruches traditionnelles en osier (à gauche) et paniers Kanitz en paille tressée
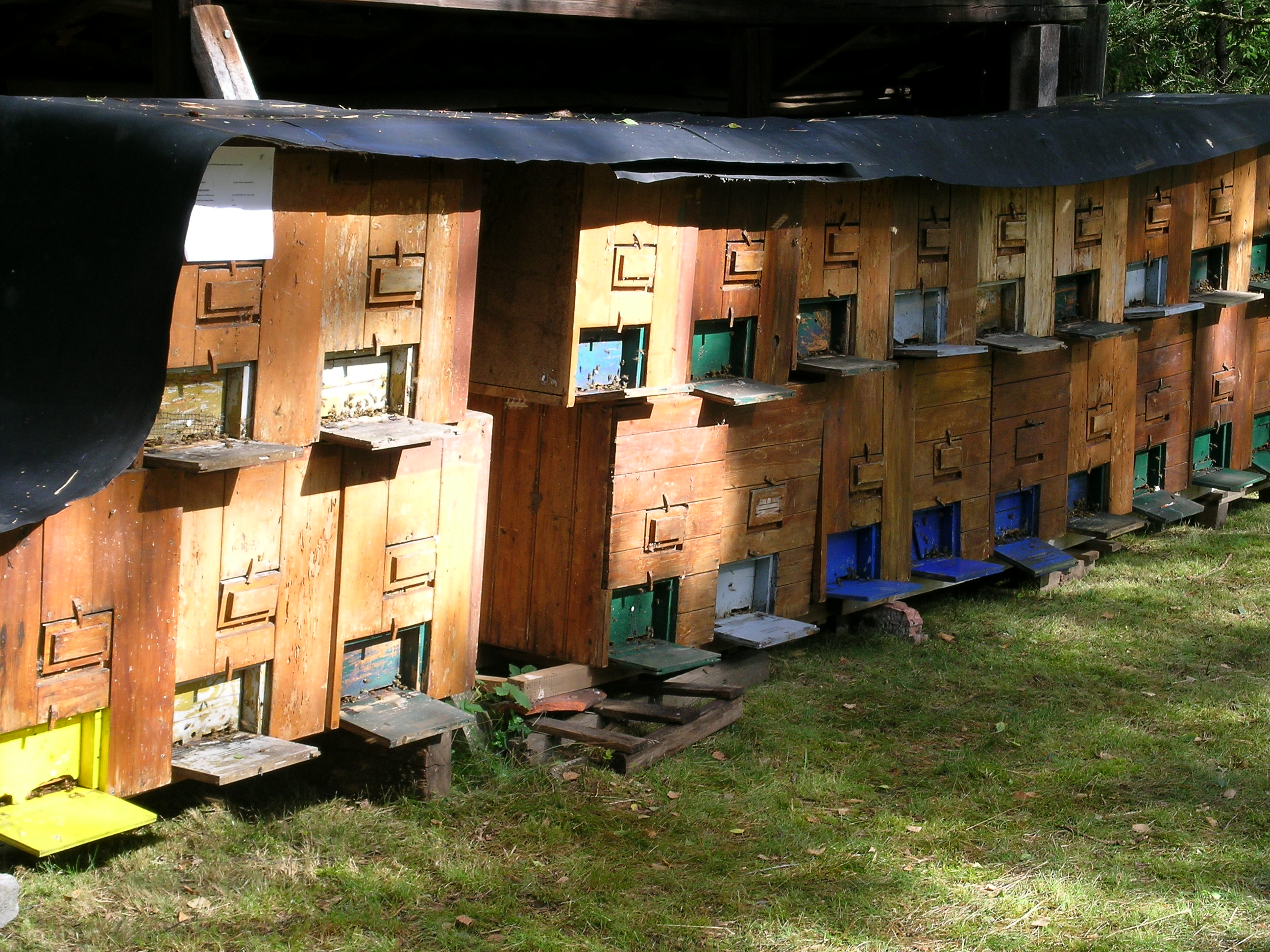
Ruches en bois
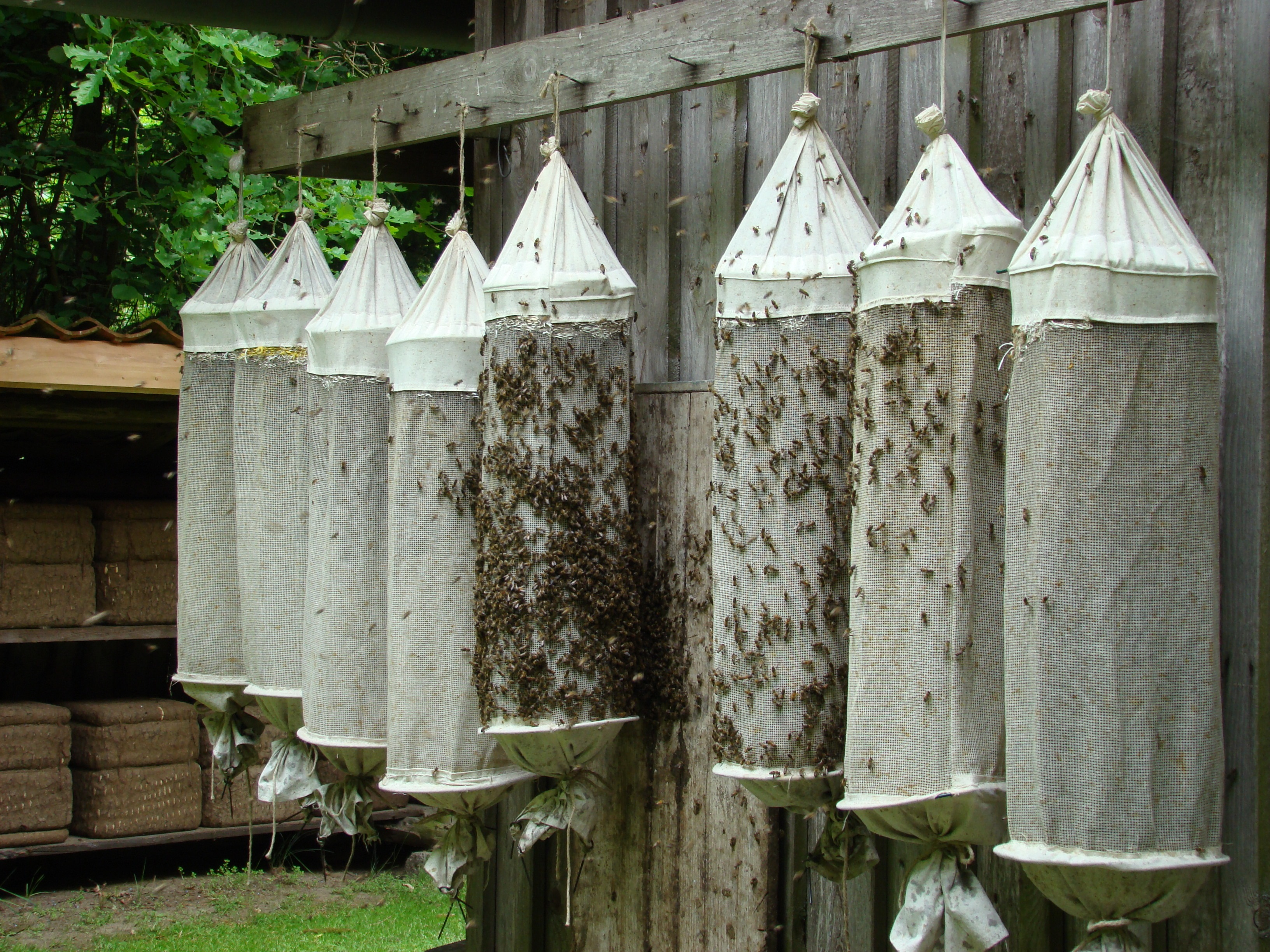
Sacs contenant des essaims, suspendus dans une grange apicole.